# Bad Harzburg
Bad Harzburg [bat ˈhaɐ̯t͡s.buɐ̯k] (bis 1892 Neustadt-Harzburg) ist eine Kleinstadt am Harz und mit 19.489 Einwohnern (Stand: 31. Dezember 2024) die zweitgrößte Stadt im niedersächsischen Landkreis Goslar.
Überregional bekannt ist die Stadt für ihren traditionsreichen Kurbetrieb als Soleheilbad. Im 19. Jahrhundert erlangte die Stadt den Status eines Weltbades und erhielt 1894 Stadtrecht. Der Stadtname geht auf die hochmittelalterliche Harzburg zurück.

## Geografie

### Geographische Lage

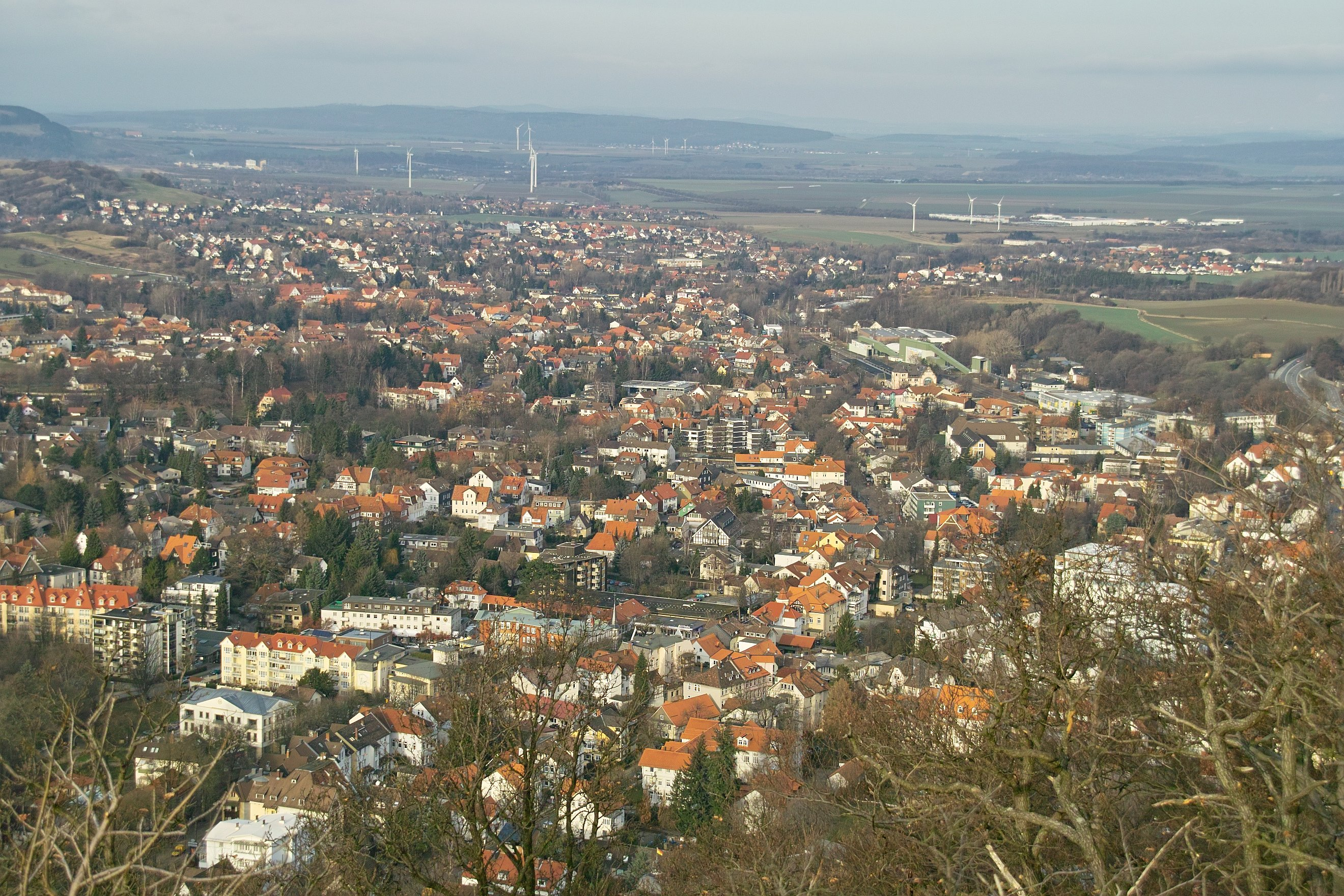
Luftbild vom Kleinen Burgberg, 2008

Die Stadt liegt im Bereich der nördlichen Ausläufer des Harzes auf einer Höhe zwischen 173 m ü. NHN (Feldmark bei Bettingerode) und 555 m ü. NHN an der Landesgrenze von Niedersachsen und Sachsen-Anhalt. Sie erstreckt sich nach Süden in das Tal der Radau und grenzt an den Nationalpark Harz. Die Radau fließt in Süd-Nord-Richtung durch die Stadt. Die höchste Erhebung des Harzes, der Brocken, ist rund 13 km südlich gelegen.
In West-Ost-Richtung quert die Nordharzrandverwerfung die Stadt, die durch ihre geologische und archäologische Vielfalt eine Besonderheit darstellt. Der Langenberg und der Butterberg ziehen sich länglich durch das Stadtgebiet und bilden eine natürliche geographische Barriere. Weiter angrenzend im Norden befindet sich das Harzburger Harzvorland, das intensiv landwirtschaftlich genutzt wird und den Übergang in die Norddeutsche Tiefebene darstellt.
Das Stadtgebiet umfasst eine Fläche von 6.541,66 Hektar.

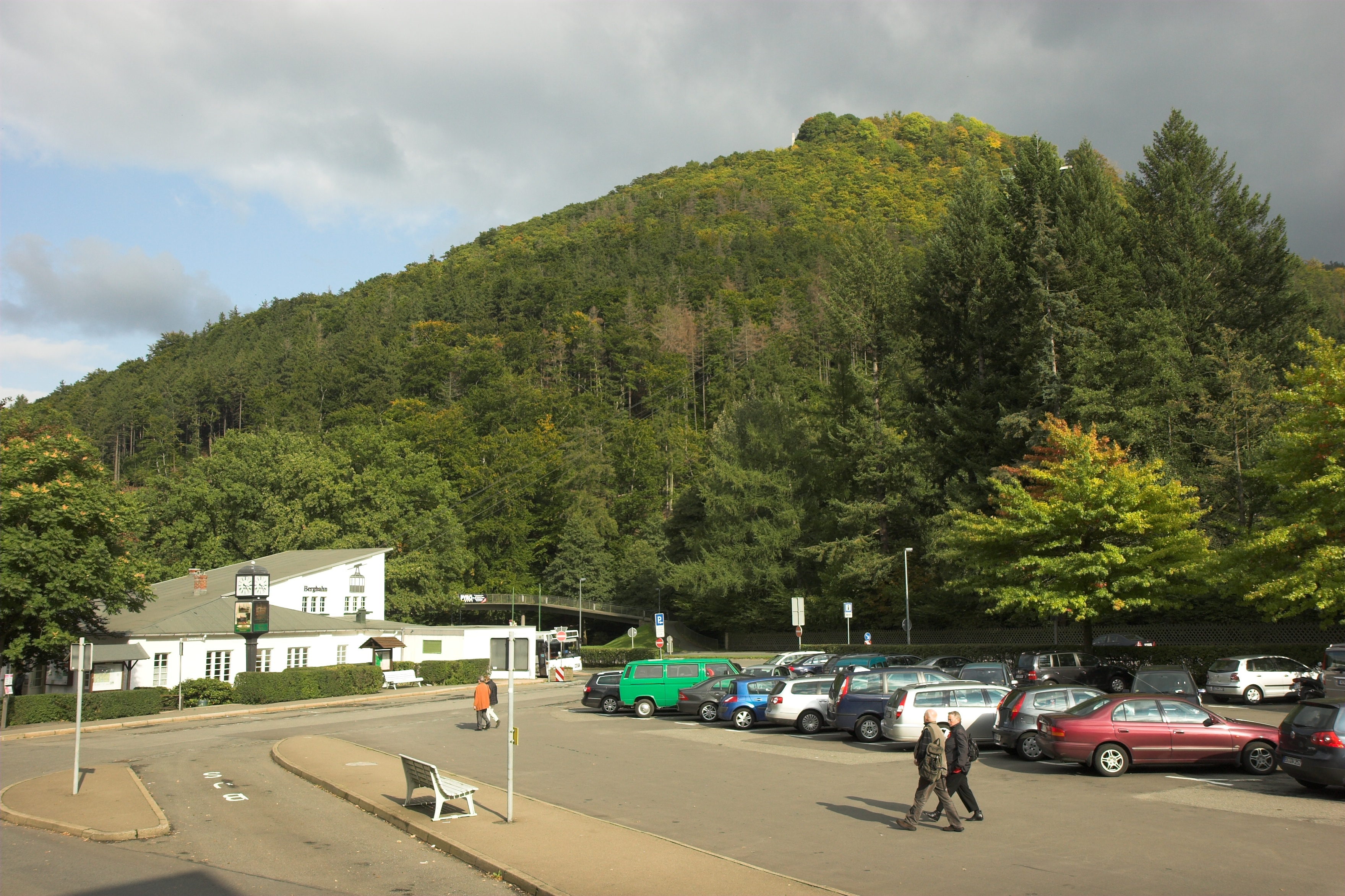
Großer Burgberg
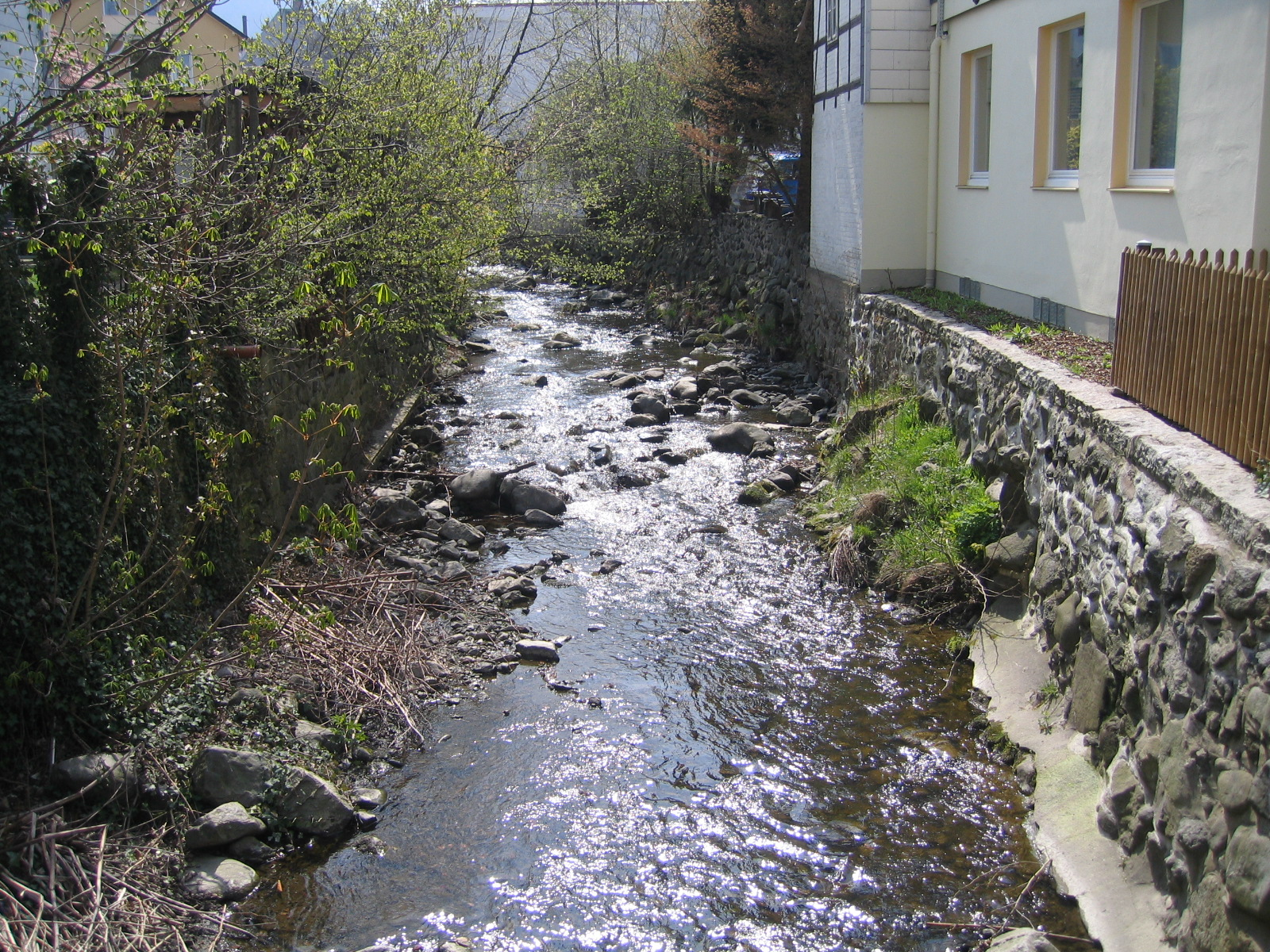
Radau
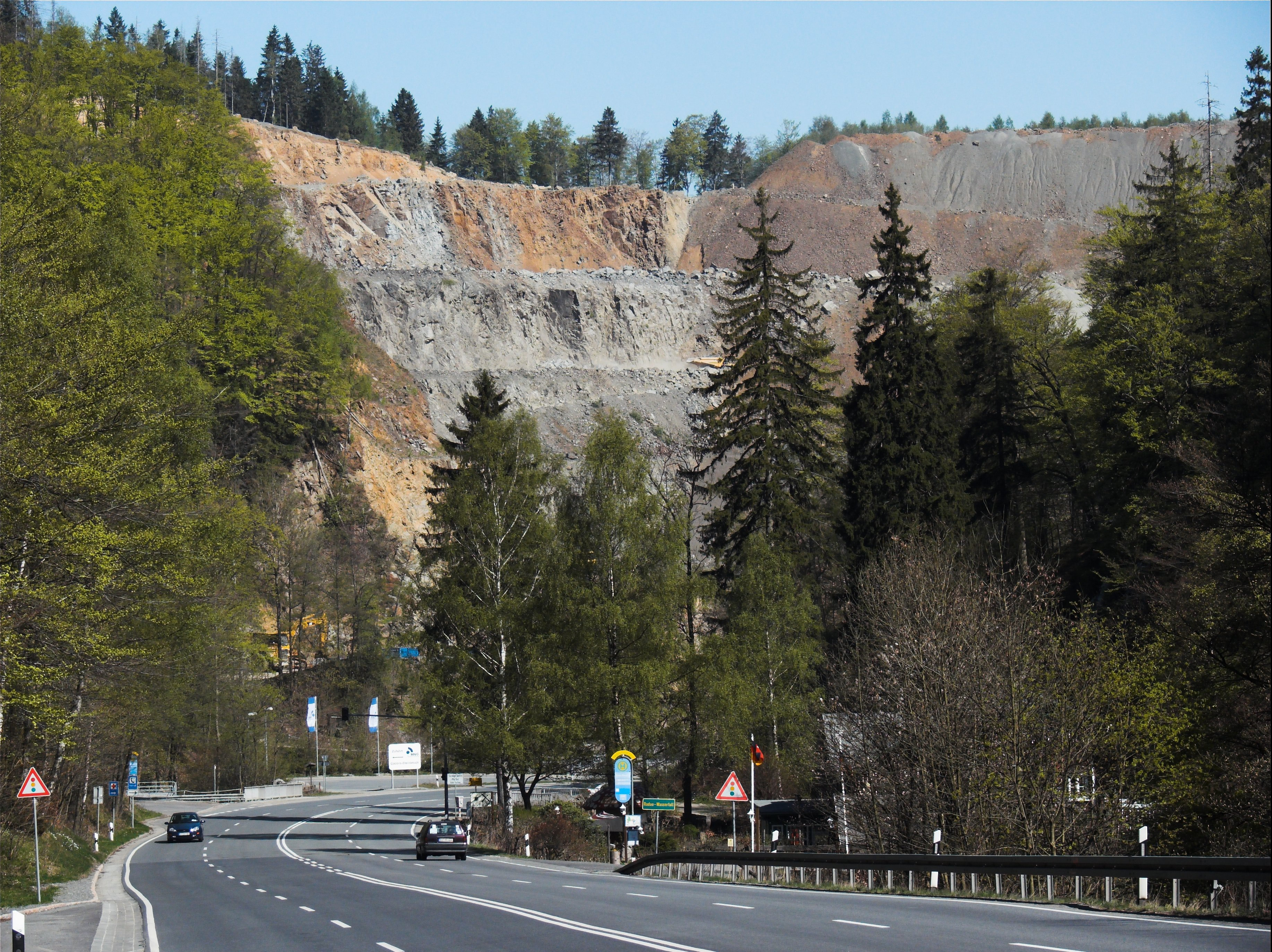
Gabbrosteinbruch im Harz
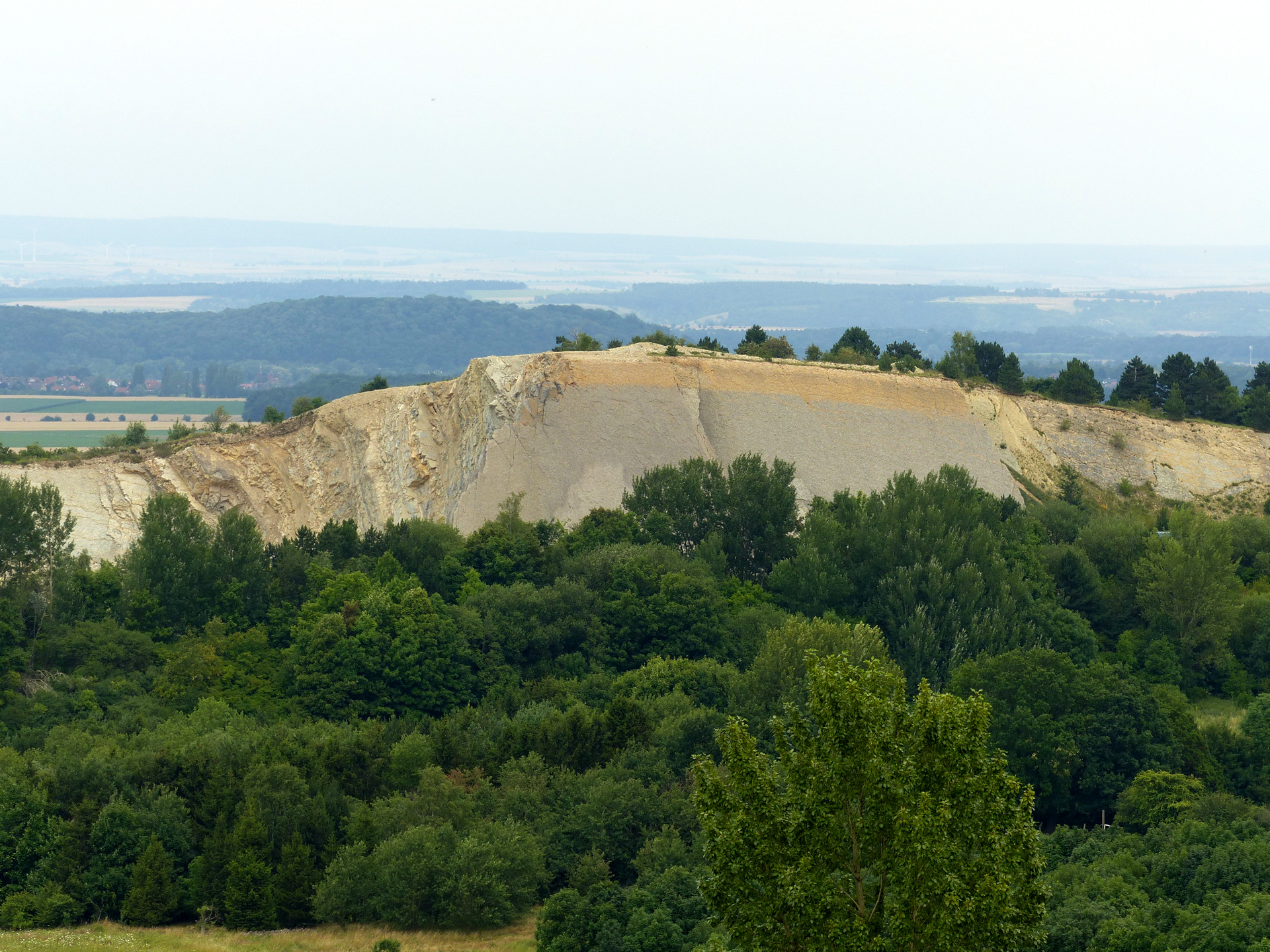
Nordharzrandverwerfung am Langenberg
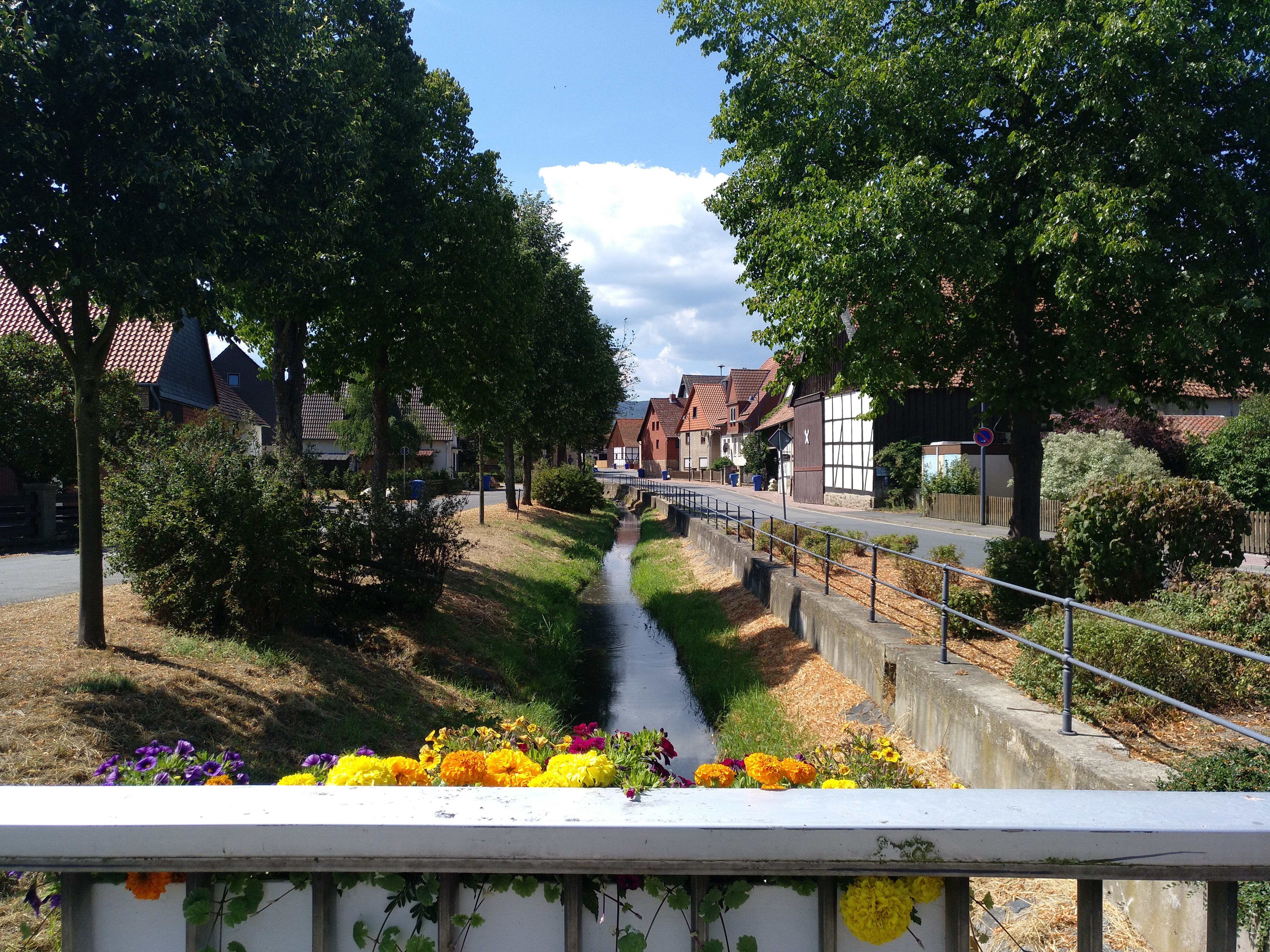
Schamlah in Bettingerode

### Nachbargemeinden

Stadtgebiet

Bad Harzburg grenzt im Westen und Norden an die Stadt Goslar und an die Gemeinden Nordharz, Ilsenburg (Harz) und Osterwieck (Landkreis Harz, Sachsen-Anhalt). Im Süden befindet sich das gemeindefreie Gebiet Harz.
| Hannover – 78 km Hildesheim – 51 km SZ-Lebenstedt – 34 km SZ-Bad – 22 km               | Braunschweig – 42 km Wolfenbüttel – 32 km GS-Vienenburg – 8 km | Magdeburg – 77 km Wolfsburg – 63 km                                                 |
| Bielefeld – 139 km Seesen – 26 km Goslar – 9 km GS-Oker – 5 km                         | Kompassrose, die auf Nachbargemeinden zeigt                    | Quedlinburg – 42 km Halberstadt – 34 km Wernigerode – 16 km Ilsenburg (Harz) – 9 km |
| Clausthal-Zellerfeld – 17 km Osterode am Harz – 27 km Göttingen – 58 km Kassel – 98 km | Torfhaus – 9 km Braunlage – 18 km                              | Nordhausen – 47 km Halle (Saale) – 108 km Leipzig – 139 km                          |

*Entfernungsangaben beziehen sich jeweils auf die Entfernung zum Ortskern per Luftlinie.

### Stadtgliederung
Die Innenstadt entwickelte sich historisch unter anderem aus Juliushall und Schulenrode. Bis ins 19. Jahrhundert zählte Schulenrode als ein eigener Ortsteil. Göttingerode existiert erst seit dem 1. Juli 1972 als ein eigener Ortsteil und war zuvor Teil der Gemeinde Harlingerode. Zu Bettingerode zählt weiterhin der Wohnplatz das Gut Radau und zu Schlewecke der Radauanger.

### Klima
|                        | Jan  | Feb  | Mär  | Apr  | Mai  | Jun  | Jul  | Aug  | Sep  | Okt  | Nov  | Dez  |   |       |
| Mittl. Temperatur (°C) | 0,3  | 0,5  | 3,5  | 7,4  | 12,2 | 15,4 | 16,9 | 16,5 | 13,6 | 9,5  | 4,7  | 1,6  | ⌀ | 8,5   |
|                        |      |      |      |      |      |      |      |      |      |      |      |      |   |       |
| Niederschlag (mm)      | 64,3 | 51,1 | 70,3 | 66,3 | 77,7 | 87,5 | 71,4 | 77,8 | 50,9 | 50,9 | 66,9 | 76,1 | Σ | 811,2 |
|                        |      |      |      |      |      |      |      |      |      |      |      |      |   |       |
| Sonnenstunden (h/d)    | 1,0  | 1,7  | 3,3  | 4,6  | 6,1  | 6,2  | 6,2  | 6,0  | 4,5  | 2,9  | 1,3  | 0,7  | ⌀ | 3,7   |

|  |

|  |

|  |

|  |

|  |

|  |

|  |

|  |

|  |

|  |

|  |

|  |

|  |

|  |

|  |

|  |

|  |

|  |

|  |

|  |

|  |

|  |

|  |

|  |

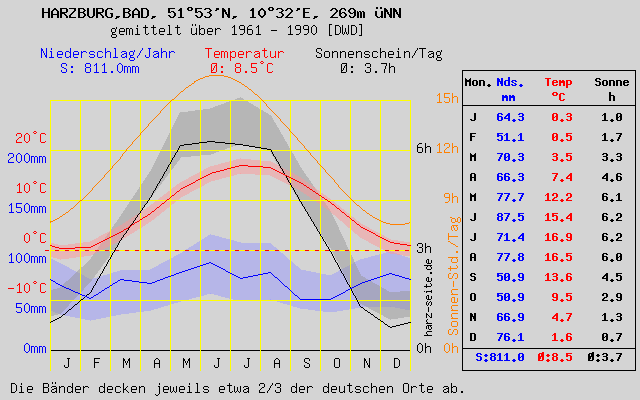
Klimadiagramm für Bad Harzburg

Bad Harzburg hat eine klimatische Übergangslage zum reinen Mittelgebirgsklima mit betontem Lokalklima. Vorherrschend Schonklima, waldreiche Umgebung. Aufgrund der Luv-Lage Bad Harzburgs am Harz gibt es hier relativ hohe Niederschlagsraten, während die Temperaturen knapp unter dem Durchschnitt Deutschlands liegen.

### Umweltschutz und Altlasten
Trotz seiner Stellung als Kurort sind in Bad Harzburger Stadtgebiet Altlasten aufgrund jahrhundertelanger Bergbautätigkeit, insbesondere im Zusammenhang mit dem Bergwerk Rammelsberg in Goslar, und eine bis heute anhaltende Tätigkeit der industriellen Nachfolgeunternehmen vorhanden. Besonders die nordwestliche Feldmark ist sehr stark durch Schwermetalle belastet und befindet sich seit Mitte des 20. Jahrhunderts in anhaltender Beobachtung. Durch die Stadtlage im Luv des atlantischen Westwinds am Harz werden Partikel in Richtung Stadtgebiet abgetragen. Besonders in den 1960er-Jahren wurden die Ortsteile Göttingerode, Harlingerode und Schlewecke nahe dem Hüttenwerk Harz bei Oker stark belastet. Zudem beeinträchtigten und beeinträchtigen Bergbau (Grube Hansa im Weitungsbau) und Tagebau (Diabaswerk Huneberg, Gabbrosteinbruch Bad Harzburg, Kalksteinbruch Langenberg) nachhaltig die natürliche Ordnung im Stadtgebiet. Seit den 1960er-Jahren wurden deshalb verschiedene Umweltprogramme aufgelegt; eines sah unter anderem die Aufforstung des Langenbergs vor.

## Geschichte
Zugehörigkeit Bad Harzburgs
Die Stadtteile im heutigen Stadtgebiet sind seit dem 11. Jahrhundert in Gestalt des historischen Amtes Harzburg verbunden, auch wenn sie bis 1972 eigenständige Gemeinden blieben. 

### Etymologie
Frühere Namen der Harzburg waren:
- um 1280: Hartesborg
- 1311: Hartesborch
- 1314: Hartesborch
- 1338: Hartesburg
- 1357: Hartsborg
- 1388: Hartesborch
- 1436: Hartzburg
- 1455: Harteesborch

Harzburg bedeutet „des Harzes Burg“. Nach der Burg wurde das „Braunschweigisch-Wolfenbüttelische Amt Harzburg“ bezeichnet, das sich zunächst auf dem Burgberge befand und dessen Hauptort „Neustadt unter der Harzburg“ (bzw. Vorformen dieser Bezeichnung) genannt wurde.

### Frühzeit

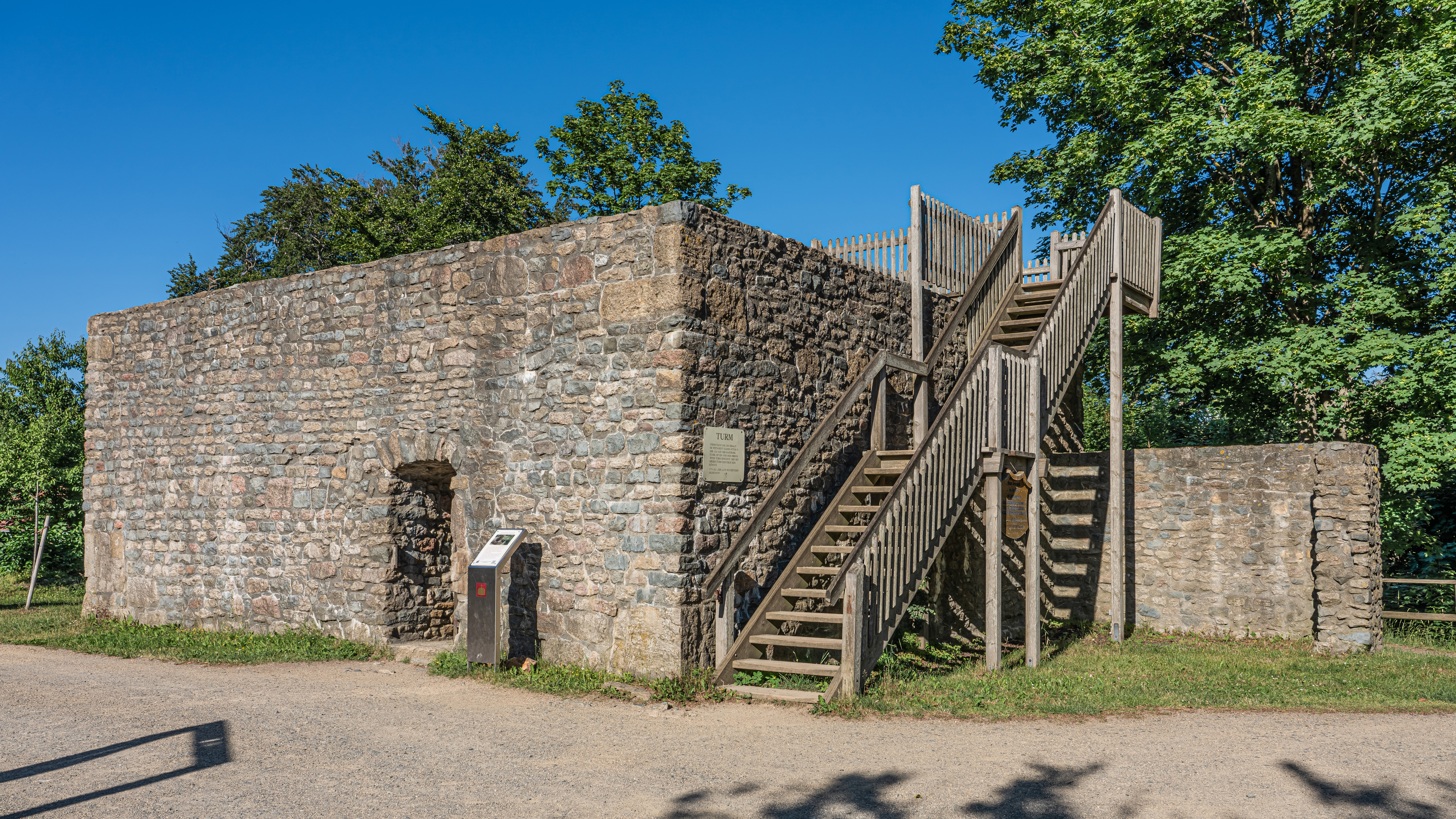
Überreste der Harzburg

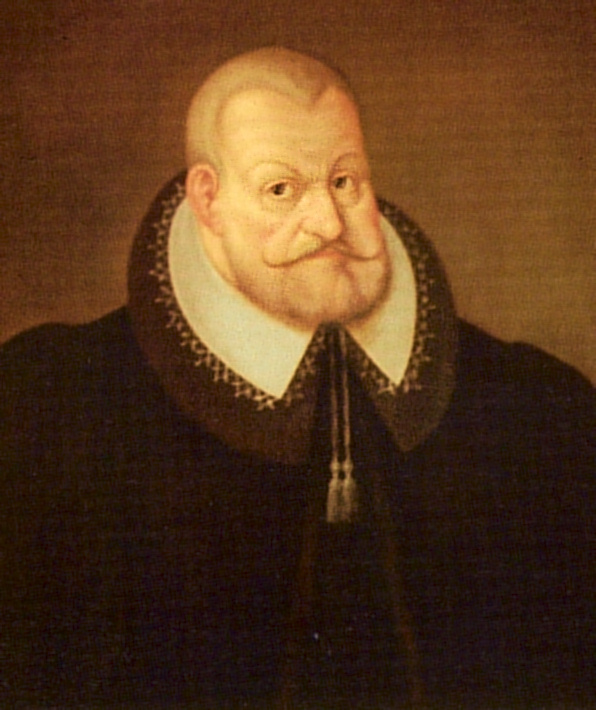
Herzog Julius von Braunschweig-Wolfenbüttel war durch sein wirtschaftliches Engagement im Amt Harzburg eine entscheidende Schlüsselfigur.

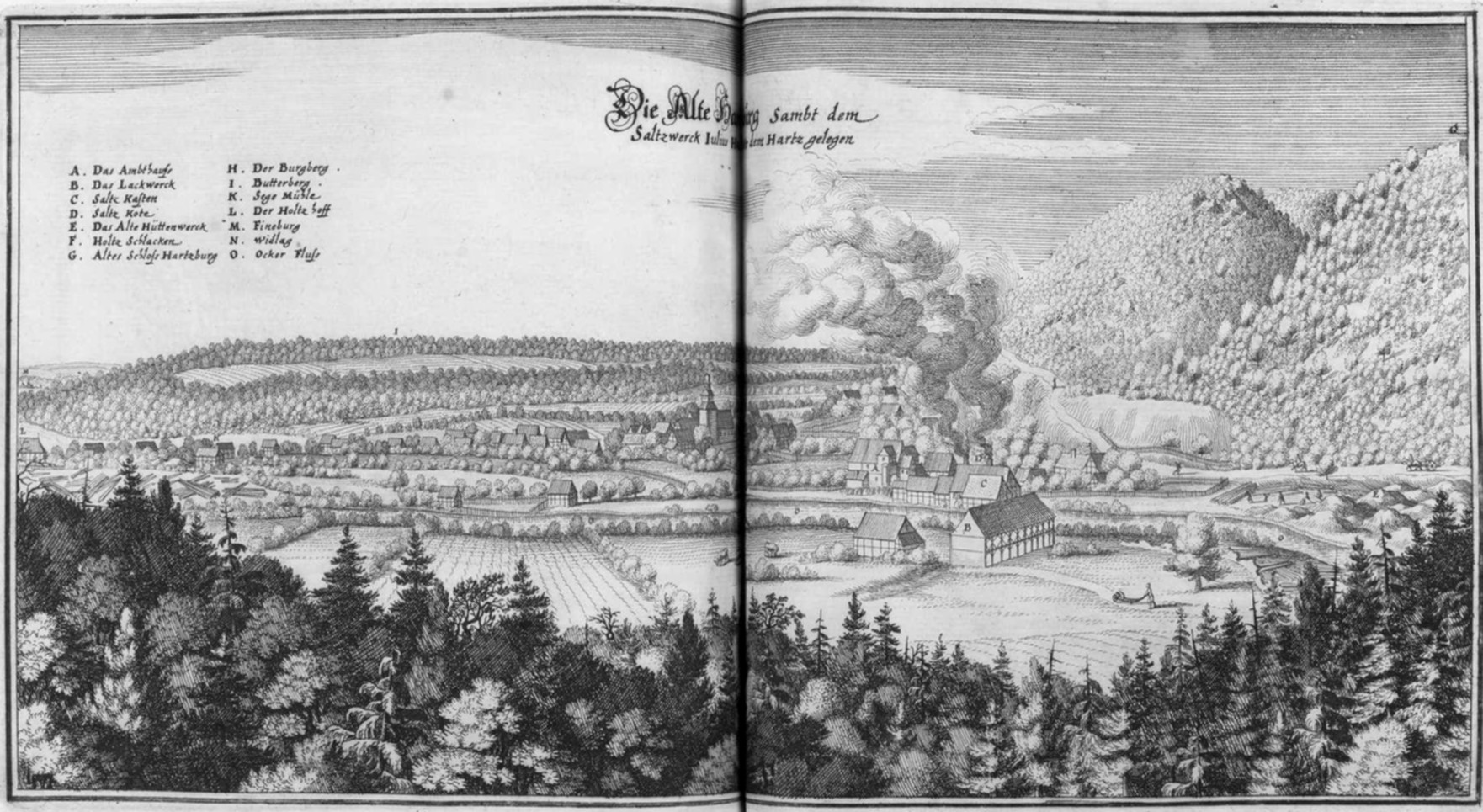
Ansicht auf das Amt Harzburg im 17. Jahrhundert

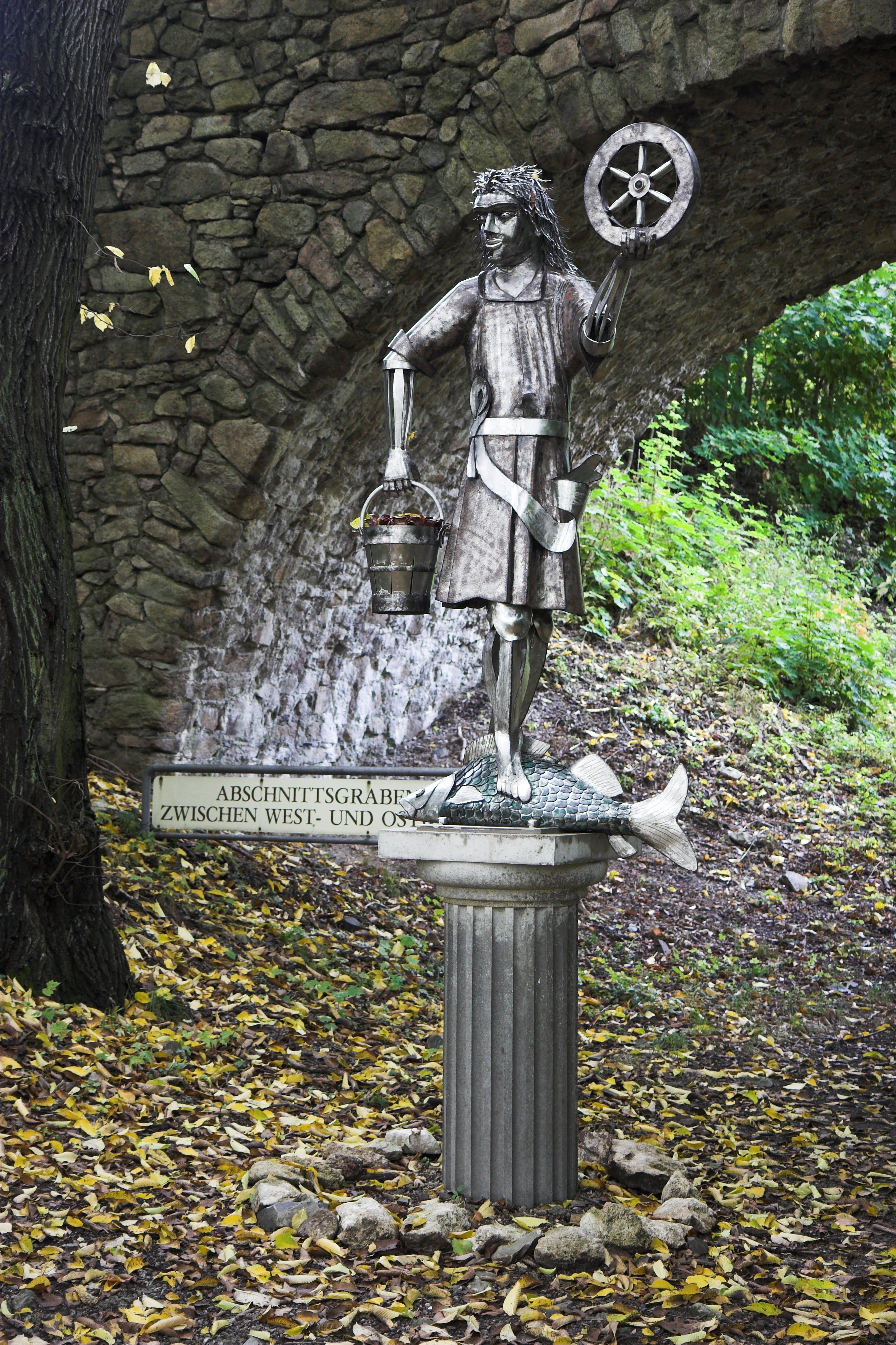
Krodo, das von dem Heilbad beworbene Maskottchen

In alten Veröffentlichungen wird berichtet, dass sich auf dem Gelände der späteren Harzburg bereits 300 v. Chr. eine Burg mit Namen Saterburg oder Saturburg sowie ein Idol des Abgottes Krodo befunden habe. Beides soll Karl der Große im Jahr 780 zerstört haben und an dem Ort eine Kapelle errichten lassen haben. Dies lässt sich historisch nicht nachweisen. Gesichert ist jedoch die Gründung eines Stifts im Jahr 916. Zwischen 1066 und 1068 ließ Heinrich IV. die Harzburg erbauen.
Die heutigen Ortsteile Bettingerode (1013) und Harlingerode (1053) wurden erstmals im 11. Jahrhundert überliefert, Göttingerode (1163), Westerode (1174) und Schlewecke (1180) erstmals im 12. Jahrhundert und Bündheim (1251) im 13. Jahrhundert. Zu dieser Zeit versuchten auch die Grafen von Wernigerode, ihren Einfluss im Harzgau nach Westen auszuweiten: Bereits 1249 erwarben sie Bovingerode, das 1254 um einen Wirtschaftshof erweitert wurde und letztendlich den Beginn eines stärkeren Eingriffs in das Amt Harzburg darstellt. Am 1. Mai 1269 wurde der Harzburger Raum an die Grafschaft Wernigerode verpfändet.
Das Spätmittelalter war im Bad Harzburger Raum geprägt von einer starken Wüstungswelle. Im 13. bis 15. Jahrhundert wurden unter anderem die Ortschaften Bovingerode, Döringerode, Göttingerode, Wanlefsrode und Wenderode auf dem Gebiet der heutigen Stadt aufgegeben. Die Einwohner und die den Orten zugehörigen Felder fielen an die Nachbarorte, wovon vor allem die Ortsteile Bettingerode und Harlingerode profitierten.
1569 wurde in der Regierungszeit von Herzog Julius eine Solequelle gefunden und für die Saline Juliushall erschlossen. Dieses Schlüsselereignis legte den Grundstein für den späteren Kurbetrieb.
Im Dreißigjährigen Krieg gelangten 1625 erste Truppen des katholischen Heerführers Wallenstein in das Amt Harzburg. Die Harzburg wurde nicht erobert, aber die umliegenden Dörfer wurden in der Folgezeit schwer verwüstet. Die Bevölkerung versuchte, sich in den angrenzenden Bergen in Sicherheit zu bringen. Nach Kriegsende ordnete Herzog August der Jüngere von Braunschweig an, dass diejenigen, die sich im Amte Harzburg niederließen, auf drei Jahre von allen Belastungen frei sein sollten. Diese Maßnahme hatte besten Erfolg, so gab es 1699 im ganzen Amte keine unbewohnte Hofstelle mehr.

### 19. Jahrhundert
1819 wurde Neustadt an die Postroute Wolfenbüttel–Harzburg angeschlossen. Die Post-Expedition wurde später 1848 in eine Postverwaltung umgewandelt wurde und 1855 zum Bahn- und Postamt umfirmiert, das über weitere Bezeichnungsänderungen bis 1904 zum Postamt I. Klasse wurde. Neben dieser Postanstalt gab es seit 1843 eine Station für die Pferdepost mit Postillionen.
Ab 1831 war Neustadt als Kur- und Badeort bekannt. 1851 wurde die Saline geschlossen, und es entstand der eigentliche Badebetrieb. Nach dem Vorbild der großen europäischen Bäder entstand eine Kolonie von zunächst auswärtigen wohlhabenden Bürgern, die es verstanden, die mondänen Anforderungen der damaligen Zeit am Fuße des Harzes zu vereinen: elegante Hotels, ein Spielcasino, eine Pferderennbahn und zahlreiche Kuranlagen.
Außergewöhnlich früh erhielt die Stadt einen Anschluss an das Eisenbahnnetz, als am 31. Oktober 1841 die staatliche Bahnstrecke Braunschweig–Bad Harzburg in Betrieb genommen wurde. Bis 1843 lief diese Strecke auf dem Abschnitt bis Vienenburg als Pferdebahn.
Die Industrialisierung erreichte Bad Harzburg, als zwischen 1859 und 1861 Wilhelm Castendyck bei Neustadt-Harzburg abbauwürdige Eisenerzvorkommen entdeckte. Zusammen mit dem Bremer Konsul Hermann Henrich Meier begründete er zwischen 1860 und 1861 die zwischen Schlewecke und Westerode gelegene Mathildenhütte sowie die Eisenerzgruben Friederike und Hansa. Damit begann die Harzburger Bergbaugeschichte, die bis zur Stilllegung des Kalksteinbruchs Langenberg 1985 anhielt.
Bis 1892 erwuchs aus Neustadt-Harzburg eine selbstbewusste Badegemeinde, die sich nunmehr nicht mehr beliebig Neustadt nannte, sondern den Namen des braunschweigischen Amtes Harzburg verwendete. Harzburg erlangte um 1900 den Titel eines „Weltbades“, da es im Gegensatz zu anderen Kur- und Badeorten eine von dem damals verbreiteten Bäder-Antisemitismus weitestgehend geschonte Badegemeinde war; Historiker schätzen den Anteil jüdischer Gäste zu dieser Zeit auf 10 Prozent. Gegenüber anderen Badeorten wie beispielsweise Borkum, die sich als „judenrein“ bezeichneten, grenzte sich Bad Harzburg dadurch ab, dass es bewusst mit seiner Offenheit warb. Eine Synagoge wurde in den 1890er-Jahren für die jüdischen Touristen errichtet, Schächtungen wurden 1899 vom Harzburger Magistrat ausdrücklich erlaubt und das 1931 seitens der NSDAP initiierte Verbot zunächst bekämpft. Bad Harzburg verfügte über keine eigene jüdische Gemeinde. Zum 27. Mai 1892 erhielt Neustadt-Harzburg das Recht, sich Bad Harzburg zu nennen. Den Status einer Stadt erhielt Bad Harzburg am 1. April 1894.

### 20. Jahrhundert

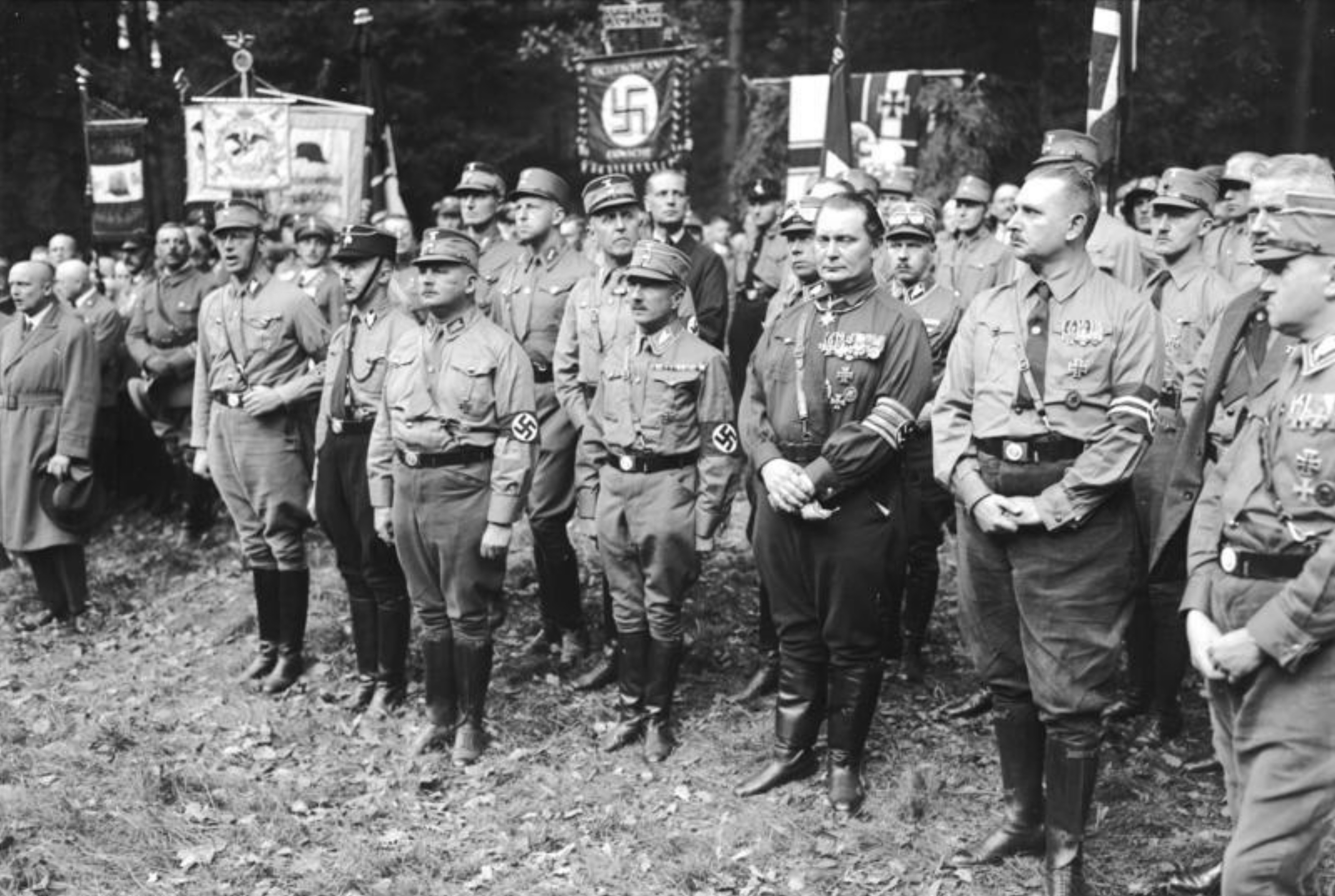
Harzburger Front, 1931

Schon 1899 fiel der Vorschlag zum Bau einer Kanalisation. Am 21. Oktober 1909 wurde am Radauanger die zu jener Zeit modernste Kläranlage Deutschlands vollendet, die auf der Dresdner Hygieneausstellung mit einer Goldmedaille auszeichnet wurde.
Insbesondere das Logenhaus diente im Ersten Weltkrieg als Lazarett.
In den 1920er-Jahren wandte sich das wirtschaftliche Bild der Stadt dem Massentourismus zu. Damit einher ging neben einer vielschichtigeren Herkunft der Badegäste auch eine zunehmend antisemitisch beeinflusste Mentalität innerhalb der Stadt. So begannen Hotels, bewusst auf eine nichtjüdische Kundschaft zu setzen, und 1928 verließ das einzige jüdische Mitglied des Schützenvereins auch aufgrund judenfeindlicher Bemerkungen den Verein. Zwischenzeitlich wurde Bad Harzburg aufgrund der immer noch relativ hohen Toleranz als „Judenbad“ diffamiert.
Das gesellschaftliche Klima in der Stadt verschärfte sich aufgrund der spürbaren Weltwirtschaftskrise in den frühen 1930ern: Im Jahre 1931 versammelten sich auf Initiative des DNVP-Vorsitzenden Alfred Hugenberg die wichtigsten rechtsextremen Parteien und Verbände der Weimarer Republik, DNVP, NSDAP, Stahlhelm und Reichslandbund, in Bad Harzburg und bündelten ihre Opposition gegen die Republik und gegen das Kabinett Brüning zur sogenannten Harzburger Front. Bis 1932 konnte diese Front etwa zwei Drittel der Wählerstimmen in der Stadt vereinigen.
Der Kurbetrieb blieb in der Zeit des Nationalsozialismus zunächst erhalten, so wurde weiterhin selbst in Skandinavien für die Kurstadt geworben. Den Berichten der Kurbetriebsgesellschaft nach erwirtschaftete die Stadt Gewinne, jedoch war dies auch in nicht durchgeführten Reparaturen begründet. Nach 1933 wurden die Aktivitäten im Amtsbezirk Harzburg intensiviert: Der Bergbau hielt verstärkt Einzug, so wurden in Harlingerode die Grube Hansa reaktiviert und 1935 die Zinkhütte Harlingerode erbaut. Um den verstärkten Bedarf an Wohnraum für die Bergarbeiter zu decken, wurde im selben Jahr die Siedlung Göttingerode an der Position der gleichnamigen Wüstung errichtet. 1936 wurde die heutige Landesstraße L 501 zwischen Bündheim und Oker errichtet. Im Verlauf des Zweiten Weltkrieges wurde Bad Harzburg zur Lazarettstadt erklärt und durch unmittelbare Kriegseinwirkungen – wie die gesamte Harzregion – kaum zerstört.
Während des Krieges wurden in Bad Harzburg vorwiegend französische und polnische Zwangsarbeiter eingesetzt. Dies geschah insbesondere im Bergbau und Hüttenwesen, aber auch beim Bau der Eckertalsperre und in der Landwirtschaft.

### Nachkriegszeit und kommunale Neugliederung

Amtsbezirk Harzburg zwischen 1963 und 1972, vor der Stadtwerdung
(zum Vergrößern anklicken)

Am Abend des 10. April 1945 trafen Einheiten des 329. Regiments der 9. US-Armee in Bad Harzburg ein, nachdem sie bereits zuvor Goslar eingenommen hatten. Mit Hinweis auf die Vielzahl der Verwundeten in der Stadt übergab der Standortälteste Dr. Hans Attwenger die Stadt am 10./11. April 1945. Nachdem anfänglich US-amerikanische Streitkräfte in Bad Harzburg ansässig waren, wurde die Stadt am 5. Juni 1945 an die britische Besatzungszone übergeben. Im Dezember 1945 besichtigte der britische Feldmarschall Sir Bernard Montgomery die Stadt.
Nach der Einteilung Deutschlands in Besatzungszonen und später der endgültigen deutsch-deutschen Teilung lag Bad Harzburg für 41 Jahre unmittelbar an der innerdeutschen Grenze. Demzufolge trafen im Zuge der Flucht und Vertreibung Deutscher aus Mittel- und Osteuropa 1945–1950 immer mehr und im gesamtdeutschen Vergleich außergewöhnlich viele Heimatvertriebene ein, welche zunächst in Hotels unterkamen und dann auf engstem Raum in bestehenden Räumlichkeiten bis zum Aufbau neuen Wohnraums hausierten. 1948 schließlich waren über 55 % der ansässigen Bevölkerung in der Stadt aus den ehemaligen Ostgebieten, es herrschte eine sehr hohe Arbeitslosigkeit. Wohnraum wurde erst in den 1950er- und 1960er-Jahren im großen Stile vor allem im Ostviertel durch Wohnbaugenossenschaften geschaffen.

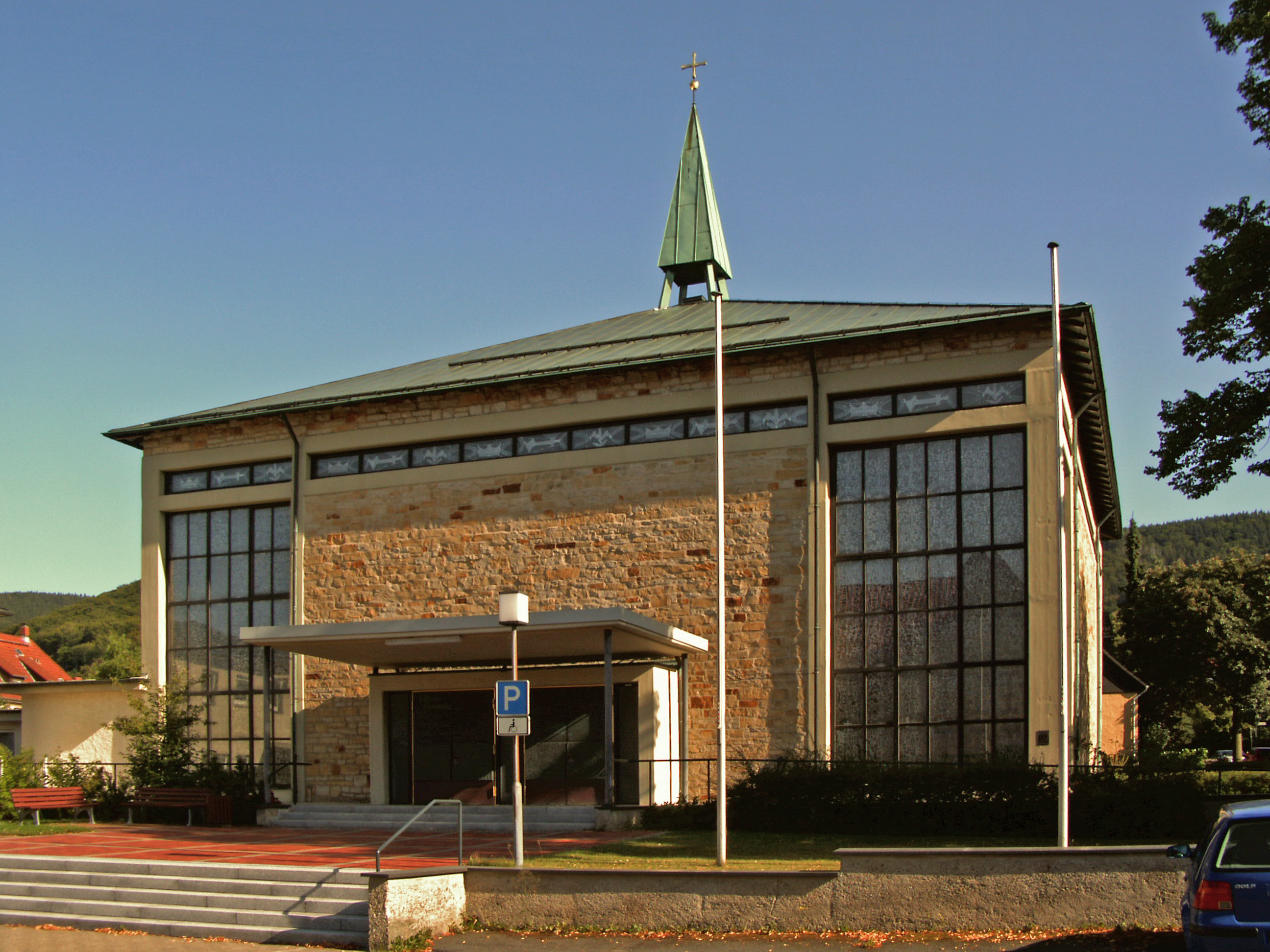
In der Nachkriegszeit errichtete römisch-katholische Liebfrauenkirche

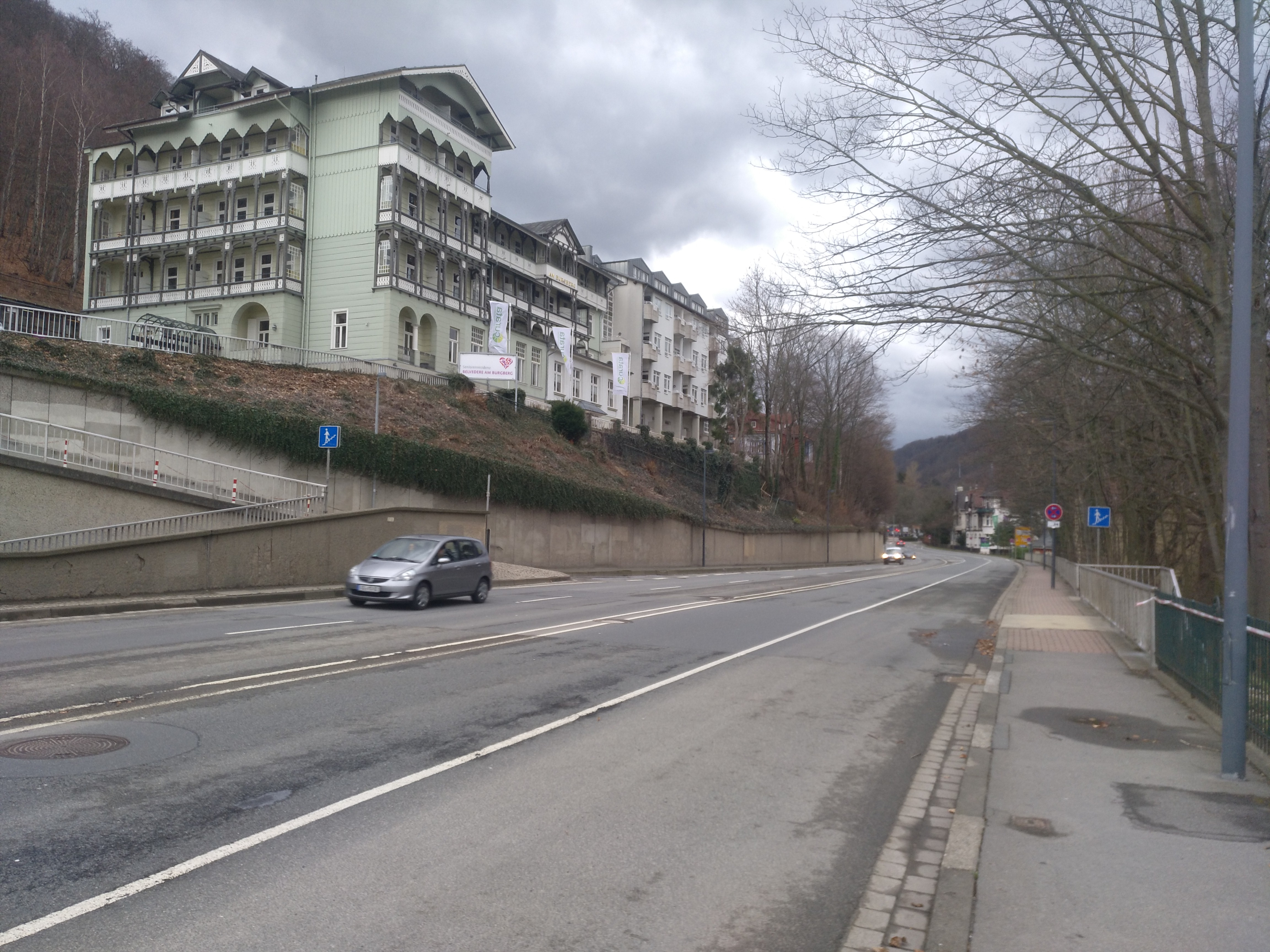
Neubau der Bundesstraße 4 im Jahr 1971

In der Nachkriegszeit kristallisierten sich im Amte Harzburg erste Ansätze zu einer kommunalen Neugliederung heraus. Schlewecke fusionierte mit dem direkt angrenzenden Bündheim bereits am 1. Januar 1963. Strittig blieb zunächst der Status von Harlingerode: In Bad Harzburg befürwortete man eine Fusion mit dem benachbarten Oker, das kulturell durch die Industriegeschichte eng mit Harlingerode verwoben ist und als Montanstadt passender erschien als eine Eingliederung in die Kurstadt. Bettingerode und Westerode standen frei, welcher Stadt sie sich in diesem Fall anschließen würden. Zur Gemeindereform 1972 setzte sich jedoch letzten Endes die Fusion zu „einer“ Stadt durch, die am 1. Juli 1972 vollzogen wurde und neben der Kernstadt die Gemeinden Bettingerode, Bündheim, Harlingerode und Westerode sowie das gemeindefreie Gebiet Harzburg I umfasste.
Zum 1. März 1974 wurde die neu vereinigte Stadt Bad Harzburg aus dem Landkreis Wolfenbüttel ausgegliedert und dem Landkreis Goslar zugeordnet. Dem ging eine heftige Debatte im Landkreis Wolfenbüttel über diese vom Land Niedersachsen getroffene Entscheidung voraus; etwa ein Drittel der Bevölkerung des alten Landkreises Wolfenbüttel waren im ehemaligen Amtsbezirk Harzburg ansässig und die Exklave wurde finanziell unter anderem mit dem Bau einer eigenen Berufsschule recht großzügig bedient.
Am 2. Juni 1988 wurde in Bad Harzburg die erste Vortragsreihe der Staatsbürgerlichen Stiftung Bad Harzburg mit einem Festakt und einem Vorwort von Kai-Uwe von Hassel abgehalten. Die Themenkreise waren: Umweltforum 1988 und Das Leben im Alter.
Unmittelbar nach dem Mauerfall am 12. November 1989 hatte die Stadt über 300.000 Besucher aus der DDR, da sie direkt an der Grenze zur DDR (heute Bundesland Sachsen-Anhalt) lag.
Am 26. Juli 2017 verursachte das Tief „Alfred“ schwere Hochwässer der Flüsse Radau, Bleiche und Stübchenbach. Der Schaden an öffentlichen Einrichtungen wurde auf rund drei Millionen Euro geschätzt, dazu kamen Ausbauten und Neustrukturierungen der Kanalisation.

## Bevölkerung

Einwohnerentwicklung von Bad Harzburg von 1821 bis 2018 nach nebenstehender Tabelle

### Einwohnerentwicklung
Erreichte das Amt Harzburg in den 1950er-Jahren eine Einwohnerzahl von beinahe 30.000 Einwohnern durch den starken Zustrom von Heimatvertriebenen an der Grenze zur DDR, sank die Einwohnerzahl seitdem bis auf ein Tief von 21.735 Einwohnern zum 31. Dezember 2015. Sie ist seit Mitte der 2010er-Jahre wieder im Steigen begriffen, von 2015 (21.735) bis 2017 (22.017) um etwa 0,65 % pro Jahr. Die demografische Entwicklung Bad Harzburgs ist mit Stand 2017 die positivste im Landkreis Goslar. Zum 31. Dezember 2018 fiel die Bevölkerung wieder.
| Jahr | Einwohner |
| ---- | --------- |
| 1821 | 4.358     |
| 1848 | 4.679     |
| 1871 | 6.132     |
| 1885 | 7.630     |
| 1905 | 11.568    |
| 1925 | 14.164    |
| 1933 | 14.744    |
| 1939 | 16.686    |
| 1946 | 27.417    |
| 1950 | 29.901    |
| 1956 | 26.487    |
| 1961 | 25.946    |

| Jahr              | Einwohner |
| ----------------- | --------- |
| 31. Dezember 1968 | 26.256    |
| 31. Dezember 1970 | 25.334    |
| 31. Dezember 1975 | 25.780    |
| 31. Dezember 1980 | 24.924    |
| 31. Dezember 1985 | 23.662    |
| 31. Dezember 1990 | 23.882    |
| 31. Dezember 1995 | 23.599    |
| 31. Dezember 2000 | 23.100    |
| 31. Dezember 2005 | 22.734    |
| 31. Dezember 2010 | 21.891    |
| 31. Dezember 2015 | 21.735    |
| 31. Dezember 2016 | 21.969    |
| 31. Dezember 2017 | 22.017    |
| 31. Dezember 2018 | 21.945    |
| 31. Dezember 2019 | 23.050    |
| 31. Dezember 2020 | 22.966    |

Einwohnerentwicklung seit 1821, ab 1968 Stand jeweils am 31. Dezember sofern nicht anders angegeben.

### Altersstruktur
Die folgende Übersicht zeigt die Altersstruktur vom 31. Dezember 2019 (Hauptwohnsitze).
| Alter von – bis | Einwohnerzahl | Anteil in Prozent |
| --------------- | ------------- | ----------------- |
| 0 – 2           | 408           | 1,9               |
| 3 – 5           | 472           | 2,2               |
| 6 – 9           | 594           | 2,7               |
| 10 – 14         | 802           | 3,7               |
| 15 – 17         | 473           | 2,2               |
| 18 – 24         | 1.271         | 5,8               |
| 25 – 34         | 1.932         | 8,9               |
| 35 – 44         | 2.112         | 9,7               |
| 45 – 54         | 2.960         | 13,6              |
| 55 – 64         | 3.414         | 15,7              |
| 65 – 74         | 3.071         | 14,1              |
| >75             | 4.275         | 19,6              |
| Gesamt          | 21.784        | 100,0             |

## Politik

### Rat
Der Rat der Stadt Bad Harzburg besteht aus 34 Ratsfrauen und Ratsherren. Dies ist die festgelegte Anzahl für eine Gemeinde mit einer Einwohnerzahl zwischen 20.001 und 25.000 Einwohnern. Die Ratsmitglieder werden durch eine Kommunalwahl für jeweils fünf Jahre gewählt. Neben den 34 in der Ratswahl gewählten Mitgliedern ist außerdem der hauptamtliche Bürgermeister im Rat stimmberechtigt.

Bei den letzten Kommunalwahlen 2021, 2016, 2011 und 2006 ergaben sich folgende Ergebnisse:
- SPD: 13
- Grüne: 5
- FDP: 1
- FW: 1
- WG: 1
- CDU: 11
- AfD: 2

| Parteien und Wählergemeinschaften | Parteien und Wählergemeinschaften                 | Prozent 2021 | Sitze 2021 | Prozent 2016 | Sitze 2016 | Prozent 2011 | Sitze 2011 | Prozent 2006 | Sitze 2006 |
| --------------------------------- | ------------------------------------------------- | ------------ | ---------- | ------------ | ---------- | ------------ | ---------- | ------------ | ---------- |
| SPD                               | Sozialdemokratische Partei Deutschlands           | 37,82        | 13         | 31,87        | 11         | 36,0         | 12         | 38,4         | 13         |
| CDU                               | Christlich Demokratische Union Deutschlands       | 32,85        | 11         | 31,76        | 11         | 34,4         | 12         | 35,0         | 12         |
| GRÜNE                             | Bündnis 90/Die Grünen                             | 14,37        | 5          | 11,21        | 4          | 14,2         | 5          | 8,5          | 3          |
| AfD                               | Alternative für Deutschland                       | 5,65         | 2          | 12,46        | 4          | –            | –          | –            | –          |
| FDP                               | Freie Demokratische Partei                        | 3,95         | 1          | 3,17         | 1          | 2,4          | 1          | –            | –          |
| WgemBH                            | Wählergemeinschaft Bad Harzburg                   | 2,16         | 1          | –            | –          | –            | –          | –            | –          |
| FREIE WÄHLER                      | Freie Wähler                                      | 1,68         | 1          | –            | –          | –            | –          | –            | –          |
| dieBasis                          | Basisdemokratische Partei Deutschland             | 1,53         | –          | –            | –          | –            | –          | –            | –          |
| WTD                               | Wählergruppe Transparente Demokratie Bad Harzburg | –            | –          | 6,30         | 2          | 9,9          | 3          | 4,8          | 2          |
| LINKE                             | Die Linke                                         | –            | –          | 3,21         | 1          | 3,0          | 1          | –            | –          |
| Offensive D                       | Partei Rechtsstaatlicher Offensive                | –            | –          | –            | –          | –            | –          | 6,6          | 2          |
| Gesamt                            | Gesamt                                            | 100,0        | 34         | 100,0        | 34         | 100,0        | 34         | 100,0        | 34         |
| Wahlbeteiligung in Prozent        | Wahlbeteiligung in Prozent                        | 50,03        | 50,03      | 51,59        | 51,59      | 56,2         | 56,2       | 48,5         | 48,5       |

| Kommunalwahl 2021Wahlbeteiligung: 50,03 % 403020100 37,8232,8514,375,653,952,161,681,53n. k.n. k. SPDCDUGrüneAfDFDPWGfFWBasisWTDiLinkeGewinne und Verlusteim Vergleich zu 2016 %p 6 4 2 0 −2 −4 −6 −8+5,92+1,05+3,17−6,85+0,75+2,16+1,68+1,53−6,3−3,2SPDCDUGrüneAfDFDPWGFWBasisWTDLinkeAnmerkungen:f Wählergemeinschaft Bad Harzburg (WgemBH)i Auflösung Juni 2019. |

### Bürgermeister
- 1894–1897 August Floto[30]
- 1897–1913 Wilhelm von Stutterheim (1848–1927), Mitglied der braunschweigischen Landesversammlung[31][32][33]
- 1913–1933 Walther Bode[34]
- 1933–1945 Hermann Berndt (NSDAP/FDP) beamteter Bürgermeister auf Lebenszeit, bis 1963 Kurdirektor[35]
- 1945: Hermann Nordmann (kommissarisch)[36]
- 1945–1947: Walther Bode[37]
- 1947–1956: Hermann Nordmann (CDU)[38]
- 1956–1961: Joachim Hinkel (FDP)
- 1961–1970: Fritz Schrader (CDU)[39]
- 1970–1972: Friedrich Ehrhardt (CDU) („interimistisch“)[40]
- 1972–1977: Siegfried Hoffmann (SPD)[40]
- 1977–1981: Klaus „Jockel“ Homann (SPD)[41]
- 1981–1986: Jürgen Dorka (CDU)[42]
- 1986–2002: Klaus „Jockel“ Homann (SPD); ab 1998 hauptamtlich[43]
- seit 2002: Ralf „Charly“ Abrahms (Grüne)

Bürgermeister Ralf Abrahms (Grüne) wurde in einer Stichwahl am 22. September 2002 mit 53,8 % der Stimmen gewählt und am 11. September 2011 mit 63 % sowie am 26. Mai 2019 mit 60 % bestätigt. Abrahms tritt bei Bürgermeisterwahlen nicht für seine Partei, sondern als Einzelbewerber an.

### Wappen
Das Wappen von Bad Harzburg zeigt auf blauem Grund eine steinerne Burg mit zwei Wehrtürmen, die das geöffnete Burgtor flankieren.
Über dem Torbogen steht ein „wilder Mann“ mit braunem Bart, Laubkranz und Laubschurz, der mit einer Hand eine Tanne umschließt. Im Durchgang des Tores befindet sich ein vertikal geteiltes Wappenschild.
Dieses ziert in der einen Hälfte zwei schreitende goldene Löwen auf rotem Grund und auf der anderen einen halben schwarzen Adler mit roten Krallen und Schnabel auf goldenem Grund.

### Städtepartnerschaften
Die Stadt Bad Harzburg unterhält seit 1988 eine Städtefreundschaft mit Wilhelmshaven (Niedersachsen). Von 1993 bis 2023 bestand in Zusammenarbeit mit der Deutsch-Französischen Gesellschaft eine Partnerschaft mit der Stadt Port-Louis (Bretagne). Weiter besteht seit 1995 eine Partnerschaft zur Stadt Szklarska Poręba (Schreiberhau) in Polen sowie mit der Stadt Ilsenburg (Harz) (Sachsen-Anhalt).

## Wirtschaftliche Entwicklung

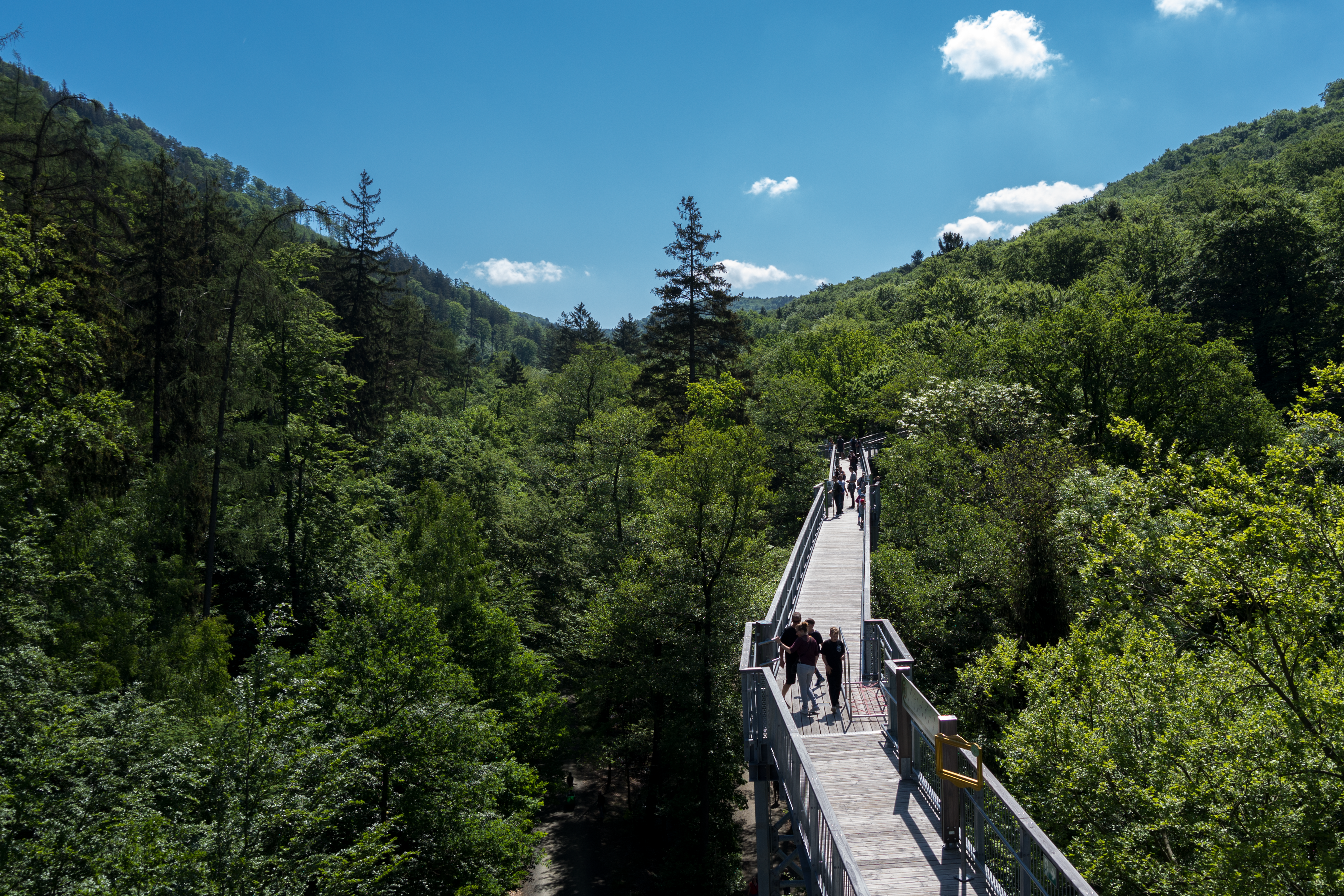
Der Tourismus ist der Hauptwirtschaftszweig in Bad Harzburg (Blick auf Baumwipfelpfad Bad Harzburg)

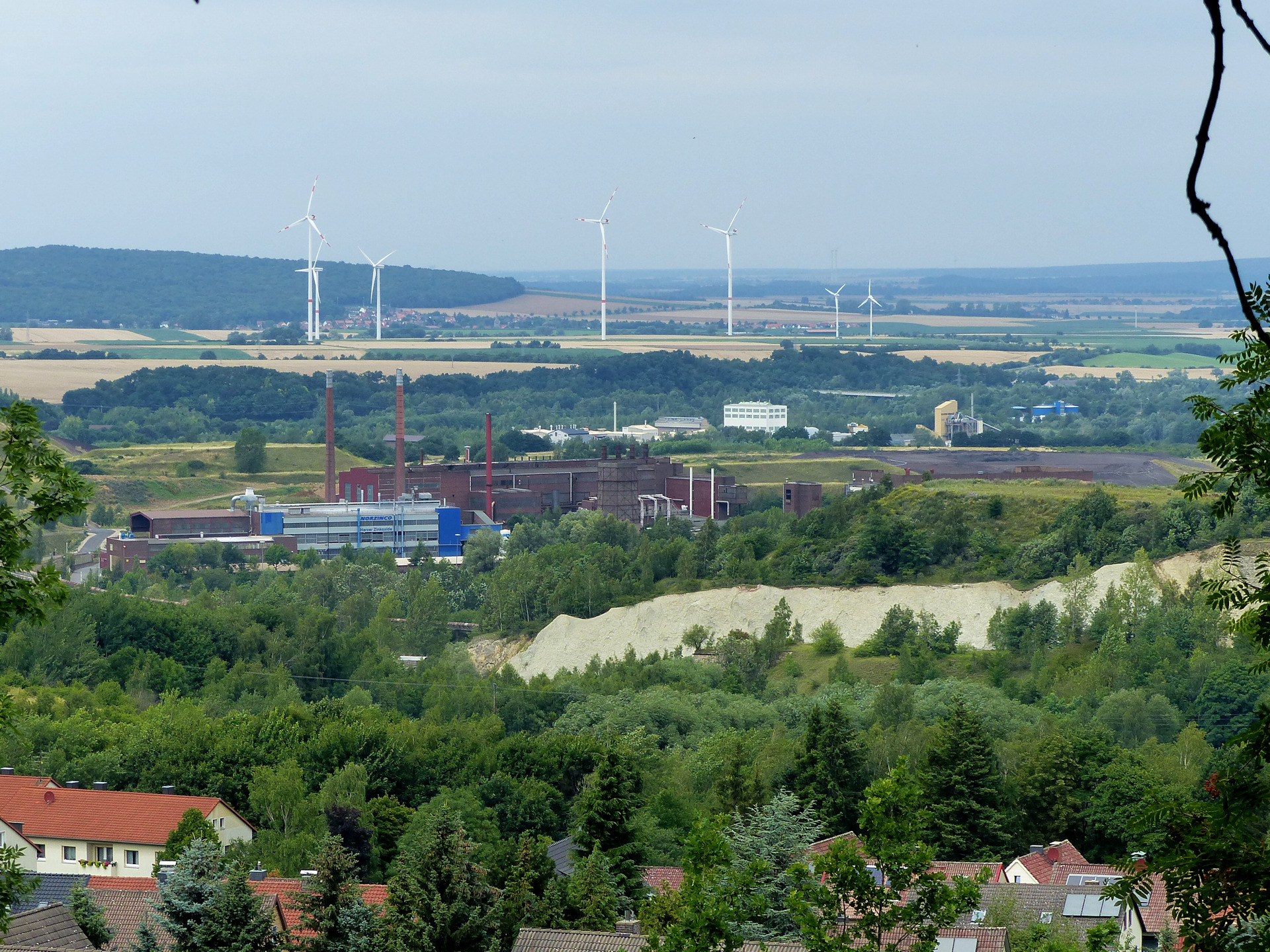
Blick auf das ehemalige Hüttenwerk Harz bei Harlingerode (heute Industriepark und Verwertungszentrum Harz). Bis ins späte 20. Jahrhundert waren Montanindustrie und Bergbau von wichtiger Bedeutung.

Die wirtschaftlichen Verhältnisse haben sich in den letzten hundert Jahren geändert: Die Bad Harzburger Kernstadt galt als Kurort schon immer als ein Platz, der von recht wohlhabenden Kurgästen bewohnt wurde; die in der Zwischenzeit nach Braunschweig umgezogene Spielbank Bad Harzburg tat damit ihr Übriges. Die Bad Harzburger Wirtschaft basiert heute vorwiegend auf Gewerbe, Tourismus und Gastronomie. Als Kurbad mit vielseitigen Einrichtungen aus dem 19. und 20. Jahrhundert verfügt es über eine traditionell angestammte Tourismuskultur, zudem ergänzen moderne Projekte wie der Baumwipfelpfad Bad Harzburg und die sich anschließende Baumschwebebahn das touristische Leben der Stadt.
Bündheim und Schlewecke waren vor der Industrialisierung im Amtsbezirk Harzburg vergleichsweise arme Arbeiterdörfer, deren Bewohner ihren Erwerb mit Handwerk, Holz- und Landwirtschaft verdienten, später aber auch im Bergbau tätig waren. Im 20. Jahrhundert wurden sie grundlegend erweitert, sodass sie insbesondere Berg- und Hüttenarbeitern (Grube Friederike, Mathildenhütte) Wohnraum bieten konnten. In Folge des Strukturwandels haben sich auch diese Orte zunehmend dem Fremdenverkehr zugewandt. Westerode und vor allem Bettingerode waren und sind hingegen vor allem landwirtschaftlich geprägt: Während Westerode sich wie Bündheim und Schlewecke in Richtung Tourismus entwickelte (Krodoland, Känguroom etc.), behielt Bettingerode mit seinem Vorwerk Gut Radau von allen Harzburger Ortschaften am ehesten seinen dörflichen Charakter bei und ist nicht nennenswert an der Harzburger Wirtschaft beteiligt.
Harlingerode war ursprünglich wie Bettingerode und Westerode ein landwirtschaftlich geprägtes Dorf, entwickelte sich jedoch zunächst durch Bergbau (Grube Hansa, Kalksteinbruch Langenberg) und später durch den massiven Aufbau der Montan- und Holzindustrie (Zinkhütte Harlingerode, Sägewerk Klages) zu einer Kleinstadt mit Industriecharakter. Gewerbeeinnahmen und Transferleistungen durch die Lage im Zonenrandgebiet verschafften dem Ort finanziellen Reichtum. Allerdings führte der Strukturwandel auch hier zu einem großteiligen Niedergang der Industrie, sodass diese Sonderrolle mittlerweile nicht mehr nennenswert existiert.
Bad Harzburg war Heimat der Akademie für Führungskräfte der Wirtschaft Bad Harzburg und anderer, privater Management-Institute. Seit 1956 bis zu ihrem Niedergang in den 1980er Jahren und der schließlichen Verlagerung des Nachfolgeunternehmens nach Süddeutschland, stellte die Akademie mit hunderttausenden Seminarbesuchern nicht nur einen wichtigen Wirtschaftsfaktor in der Stadt dar, sondern trug auch ihren Namen in den deutschsprachigen Raum. Heute werden die Gebäude von einem Hotel genutzt.
Nach einer Phase der touristischen Rezession nach der Jahrtausendwende begann in Bad Harzburg ab den frühen 2010ern eine Umorientierung zu jungen Familien mit Kindern, welche insbesondere durch den Bau des Baumwipfelpfads Harz Erfolg zeigte, die Zahl der Übernachtungen ist von 456.000 im Jahr 2013 auf 545.000 im Jahr 2018 gestiegen. Zwischen 2007 und 2017 wurden mehr als 100 Millionen Euro in die städtische Infrastruktur investiert. Mit der Bad Harzburger Mineralbrunnen verfügt die Stadt über eine regional bekannte Marke der Erfrischungsgetränke-Herstellung, die auch Sponsor der Eintracht Braunschweig ist.
Der Ortsteil Harlingerode ist ausschlaggebend für die wirtschaftliche Entwicklung außerhalb des Tourismus. Als aktiver Bestandteil einer der ältesten Industrieregionen Europas, ursprünglich geprägt durch die Verhüttung von Blei und später Zink aus dem Rammelsberg, unterscheidet er sich strukturell vom restlichen Stadtgebiet. Auf dem Gelände der einstigen Zinkhütte Harlingerode dominieren heutzutage nun bedeutende Unternehmen der Recycling- und Metallaufarbeitungs und -weiterverarbeitungsbranche das Industriegebiet (Electrocycling, Industriepark und Verwertungszentrum Harz). Mit den Gewerbegebieten Bad Harzburg-Nord und Halberstädter Straße nahe den Hauptverkehrsachsen nimmt die Stadt an der gewerblichen Entwicklung teil. Automobilzuliefererbetriebe und weiteres mittelständisches Gewerbe prägen die weitere Wirtschaftsstruktur der Stadt. Im Radautal befindet sich ein seit 1838 betriebener Gabbrosteinbruch der Norddeutschen Naturstein GmbH.
Im Stadtgebiet wurden zwei Windparks eröffnet: 1995 der Windpark Schlewecke westlich des Radauangers und 2001/2002 der Windpark Harlingerode im Kalten Feld. Solarparks befinden sich in Bettingerode und Westerode. Es bestehen (Stand: 2024) Diskussionen zur Eröffnung eines Energieparks auf dem Gebiet Wiederberg im äußeren Norden des Stadtgebiets.

## Verkehr

### Bahnverkehr

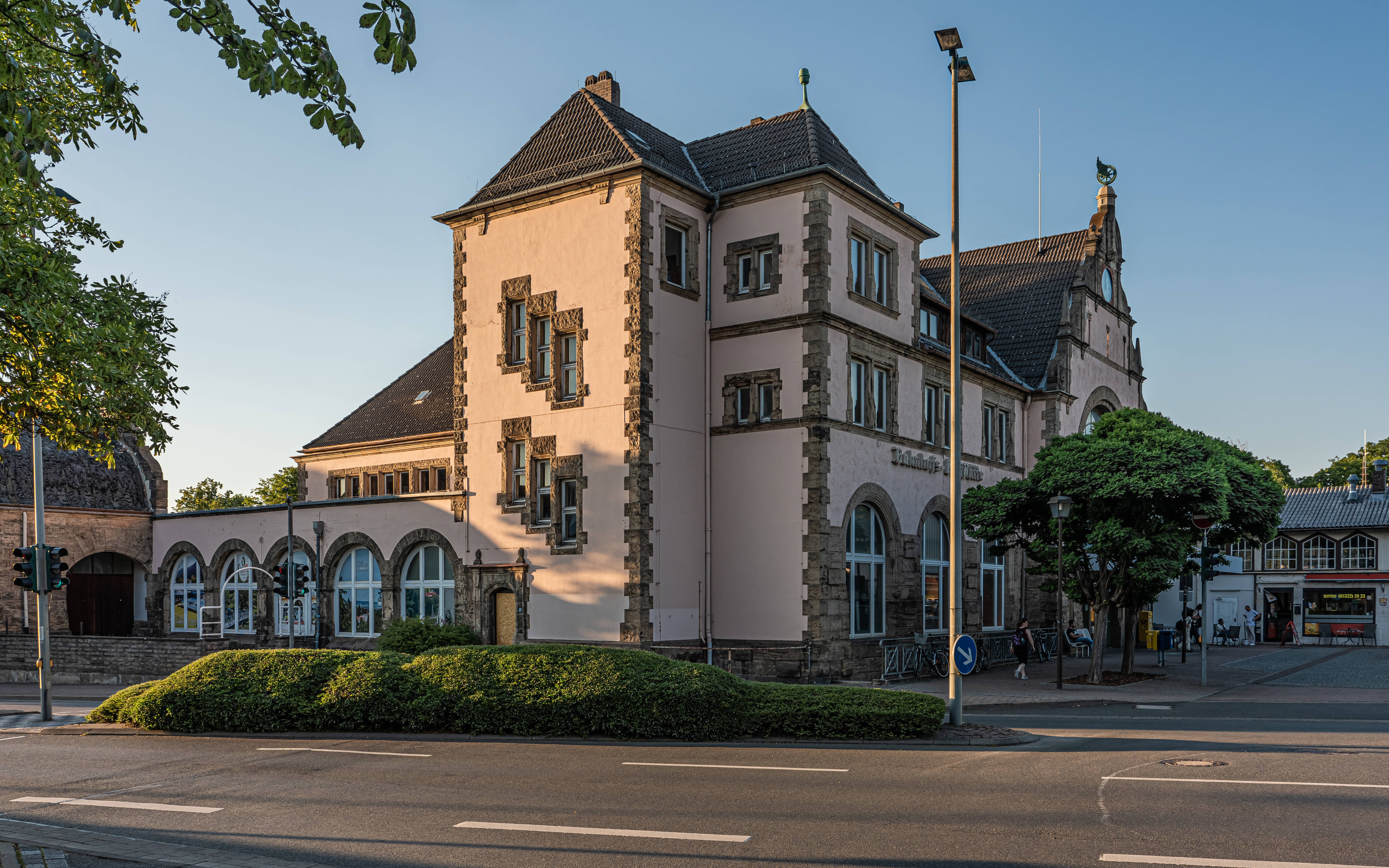
Empfangsgebäude des Bahnhofs

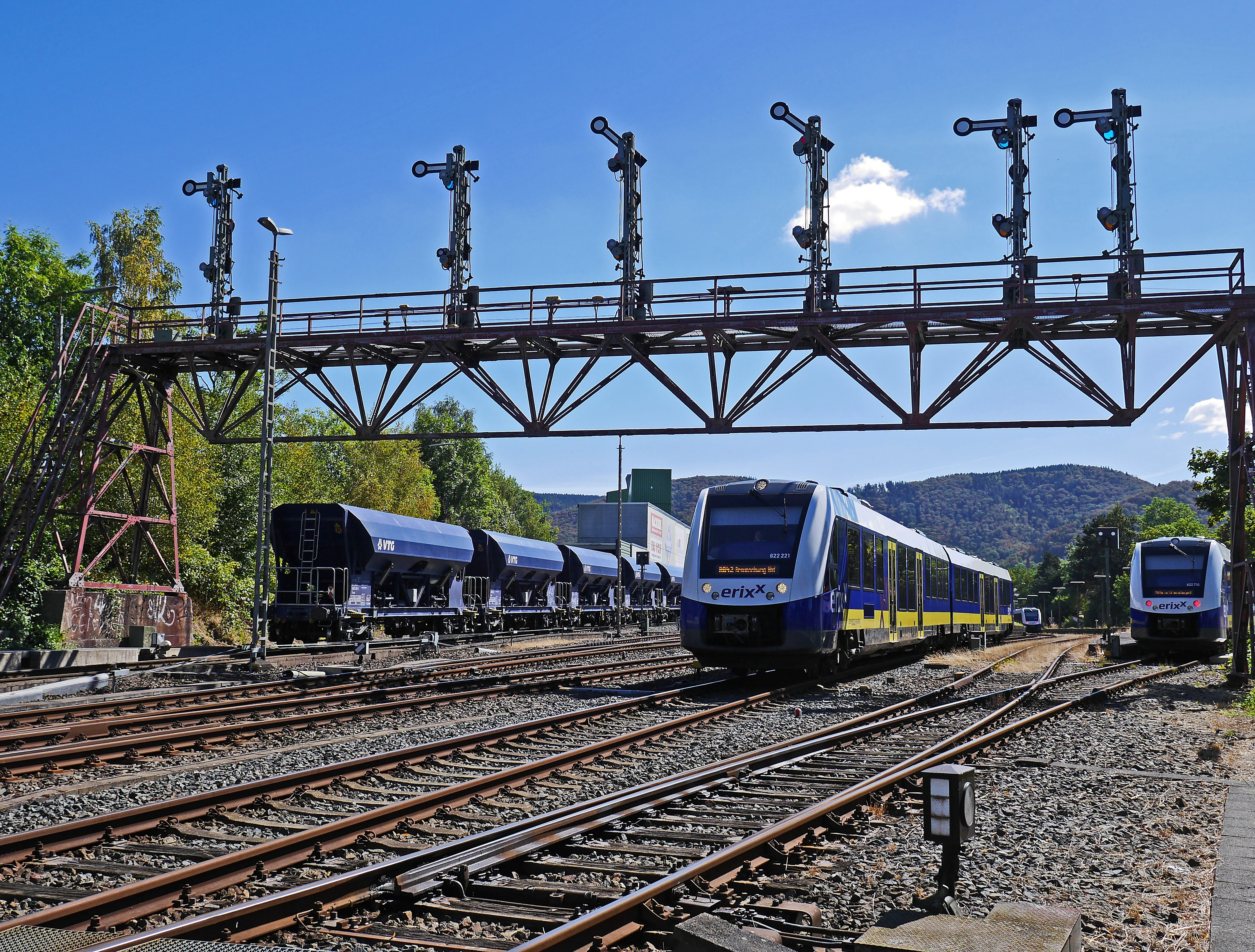
Bahnanlage mit denkmalgeschützter Signalbrücke in Bündheim, 2016

Durch das Stadtgebiet führen die Bahnstrecken Braunschweig–Bad Harzburg, Bad Harzburg–Oker und Goslar–Vienenburg. Die Strecken aus Oker und Braunschweig münden im Kopfbahnhof Bad Harzburg.
Der Bahnhof Bad Harzburg liegt im Stadtteil Bündheim und ist der einzige Passagierhaltepunkt im Stadtgebiet. Im Jahr 2014 übernahm das Unternehmen Erixx die Regionallinien RB 42 (Braunschweig–Wolfenbüttel–Börßum–Schladen–Vienenburg–Bad Harzburg) und RE 10 (Hannover–Hildesheim–Salzgitter-Ringelheim–Goslar–Bad Harzburg), die Stadt verfügt somit über Direktanschlüsse nach Hannover und Braunschweig. Zudem existiert eine Anbindung nach Kreiensen und Göttingen über die RB 82 (Kreiensen–Seesen–Goslar–Bad Harzburg, KBS 354). 
Der Bahnhof Harlingerode wurde am 31. Mai 1987 stillgelegt. Laut Angaben des Landes Niedersachsen ist der Neubau einer Bahnstation im Stadtteil in den 2030er-Jahren vorgesehen. Dieser zweite Halt im Stadtgebiet soll durch die Nachfolgerlinie der heutigen RB 82 bedient werden.
Im Stadtgebiet befanden sich ferner der Haltepunkt Schlewecke (Harz) (30. Juni 1976), der Bahnhof Eckertal (21. Mai 1955) und der Haltepunkt Westerode (1917–1920; Daten jeweils Einstellung des Personenverkehrs). Auch die Bahnstrecke Heudeber-Danstedt–Bad Harzburg wurde in der Nachkriegszeit stillgelegt und ist demontiert. Sie führte vor der Deutschen Teilung weiter über Wernigerode nach Heudeber-Danstedt im Osten. Sie wurde nach der Wiedervereinigung in ihrer Funktion durch die Bahnstrecke Ilsenburg–Vienenburg ersetzt.

### Busverkehr
Seit 1909 besteht in Bad Harzburg öffentlicher Busverkehr, zunächst auf den Linien Bad Harzburg–Braunlage und Bad Harzburg–Goslar (die dazugehörige Bahnlinie) wurde erst drei Jahre später fertiggestellt. Im Jahr 1919 ging die Büssing-Kraftwagen-Gesellschafts mbH in die Kraftverkehrsgesellschaft Braunschweig (KVG) über; diese deckt bis heute das Stadtgebiet vollständig ab. Linien aus dem Stadtgebiet heraus werden (mit Ausnahme von Braunlage; KVG, und Wernigerode; Harzer Verkehrsbetriebe) durch den Verband HarzBus durchgeführt, der zum 1. April 2019 die Regionalbus Braunschweig ersetzte, die wiederum historisch die entfallenen Zuganbindungen der Deutschen Bahn übernahm.
Folgende Buslinien führen durch die Stadt:
| Nummer | Strecke                                                                       | Takt                                         | Anbieter                      | Anmerkungen |
| ------ | ----------------------------------------------------------------------------- | -------------------------------------------- | ----------------------------- | --- |
| 270    | Bad Harzburg – Eckertal – Stapelburg – Ilsenburg (Harz) – Wernigerode         | zweistündig                                  | Harzer Verkehrsbetriebe (VTO) | Sa/So/Fe Umsteigeverbindung 270↔874 in Stapelburg; Sa/So Gruppenanmeldung ab 5 Personen erforderlich                                                                                         |
| 810    | Bad Harzburg – Bündheim – Göttingerode*/Harlingerode* – Oker – Goslar         | stündlich                                    | HarzBus                       | *parallel angefahren |
| 820    | Bad Harzburg – Torfhaus – Braunlage – St. Andreasberg                         | stündlich, zu Schulzeiten gehäufter          | KVG Braunschweig              | |
| 821    | Bad Harzburg – Bündheim – Westerode – Bettingerode – Lochtum – Vienenburg     | stündlich                                    | HarzBus                       | |
| 866    | Bad Harzburg – Kästeklippen                                                   | zweistündig                                  | KVG Braunschweig              | Tagesmaut zzgl. dem Fahrpreis, saisonal von April bis November, Kleinbus, Ausfall bei schlechten Straßenverhältnissen möglich, Gruppenanmeldung ab 5 Personen erforderlich                   |
| 871    | Bad Harzburg – Bündheim – Schlewecke – Harlingerode – Göttingerode*           | stündlich, zu Schulzeiten mehrfach stündlich | KVG Braunschweig              | *unregelmäßig angefahren |
| 873    | Bad Harzburg (Ringverkehr) – Bündheim* – Schlewecke*                          | stündlich, zu Schulzeiten regelmäßiger       | KVG Braunschweig              | *unregelmäßig angefahren |
| 874    | Bad Harzburg – Eckertal (– Stapelburg)                                        | zweistündig                                  | KVG Braunschweig              | Sa/So/Fe Umsteigeverbindung 874↔270 in Stapelburg; Kleinbus im Einsatz, Gruppenanmeldung ab 5 Personen erforderlich                                                                          |
| 875    | Bad Harzburg – Molkenhaus – Rabenklippe – Radau-Wasserfall – Gabbrosteinbruch | zweistündig                                  | KVG Braunschweig              | Tagesmaut zzgl. dem Fahrpreis, saisonal von April bis November, Ausfall bei schlechten Straßenverhältnissen möglich, Gruppenanmeldung ab 20 Personen erforderlich Spitzname: „Grüner Harzer“ |

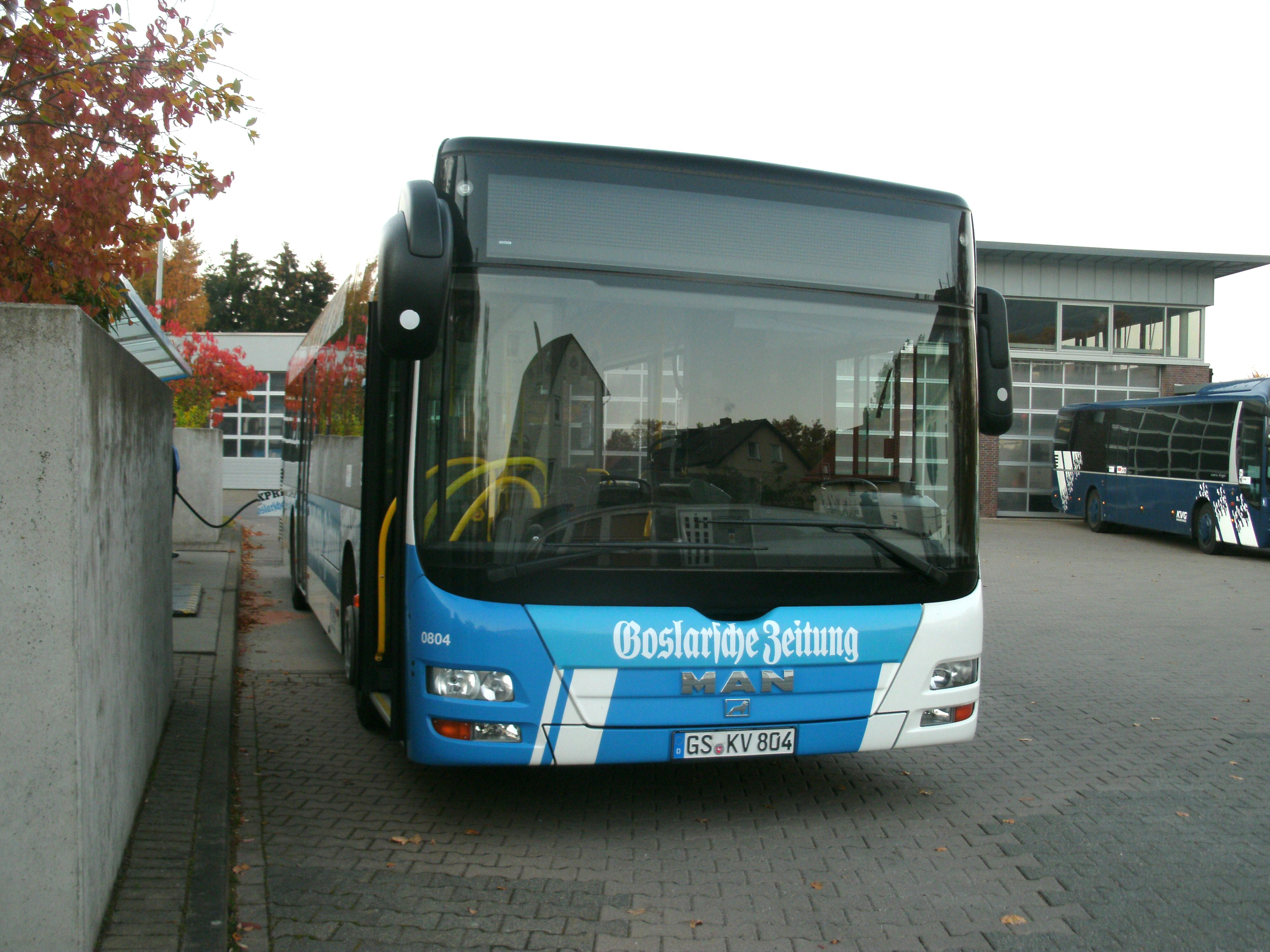
Bus der KVG Braunschweig in Bad Harzburg

Bad Harzburg ist über mehrere Buslinien der KVG Braunschweig mit dem Umland (u. a. Braunlage) verbunden. Nach Wernigerode fährt eine Buslinie der HVB. Zudem gibt es zwei Stadtbuslinien, welche die Stadtteile Bad Harzburgs miteinander verbinden. Alle Buslinien treffen sich am Bahnhof/Bahnhofsplatz und befahren dann größtenteils die gemeinsame Stammstrecke bis zum Berliner Platz.
Der seit 1999 verkehrende CityBus, der auch durch die Fußgängerzone Bad Harzburgs und zu mehreren Kurkliniken fuhr, wurde im Jahr 2006 aufgrund zu hoher Kosten wieder eingestellt. Seit 1929 befördert die Burgbergseilbahn Gäste auf den 482,80 m hoch gelegenen Großen Burgberg mit der sogenannten Canossasäule und der Ruine der Harzburg.
Der Bad Harzburger Stadtrat stimmte 2019 der Einführung des HATIX zu, das Urlaubern die kostenlose Nutzung aller öffentlichen Verkehrsmittel im Tarifgebiet ermöglicht. Eine Einführung ist frühestens 2020 möglich.

### Individualverkehr

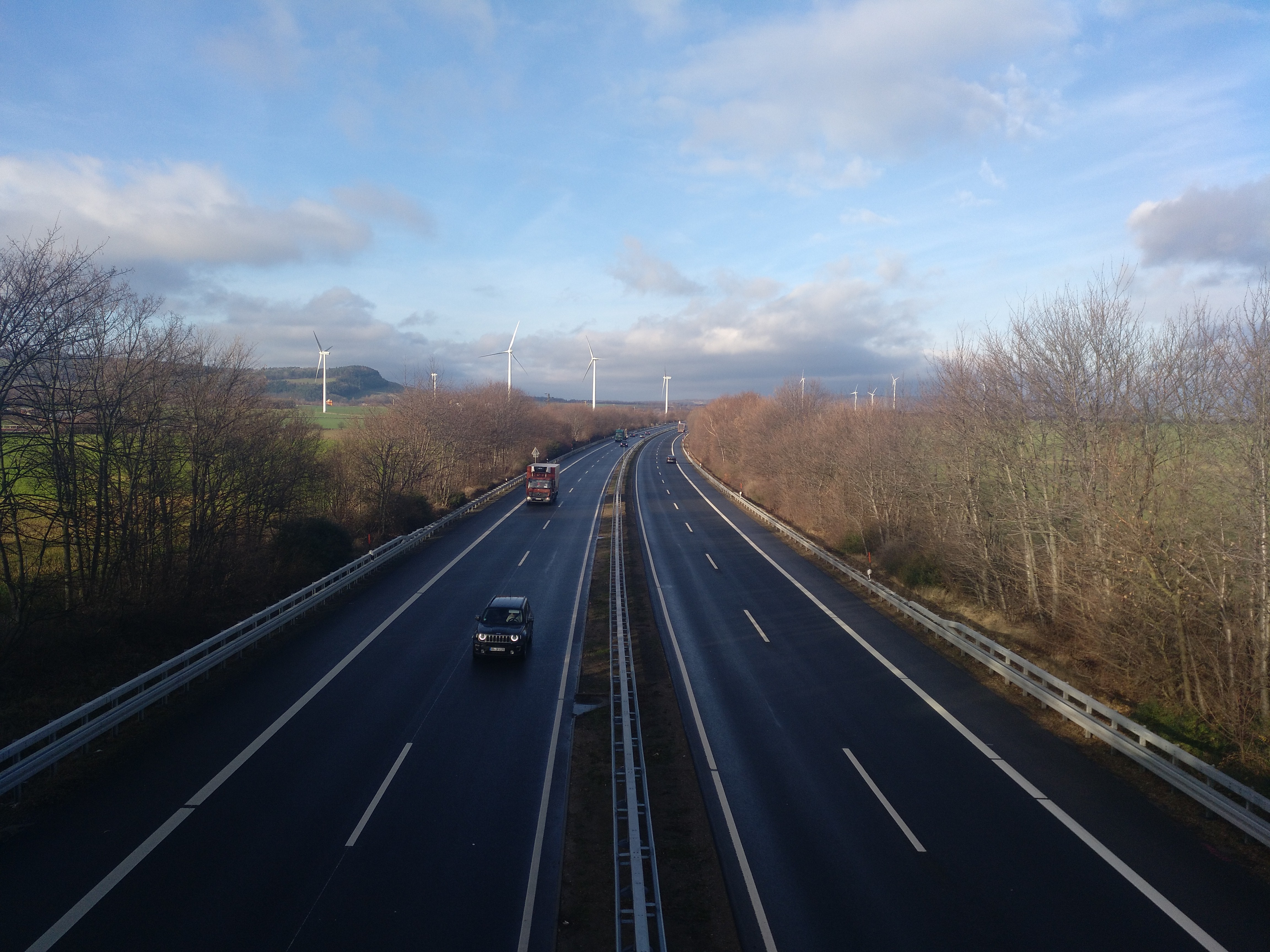
Autobahnähnliche Bundesstraße 6 in Richtung Goslar

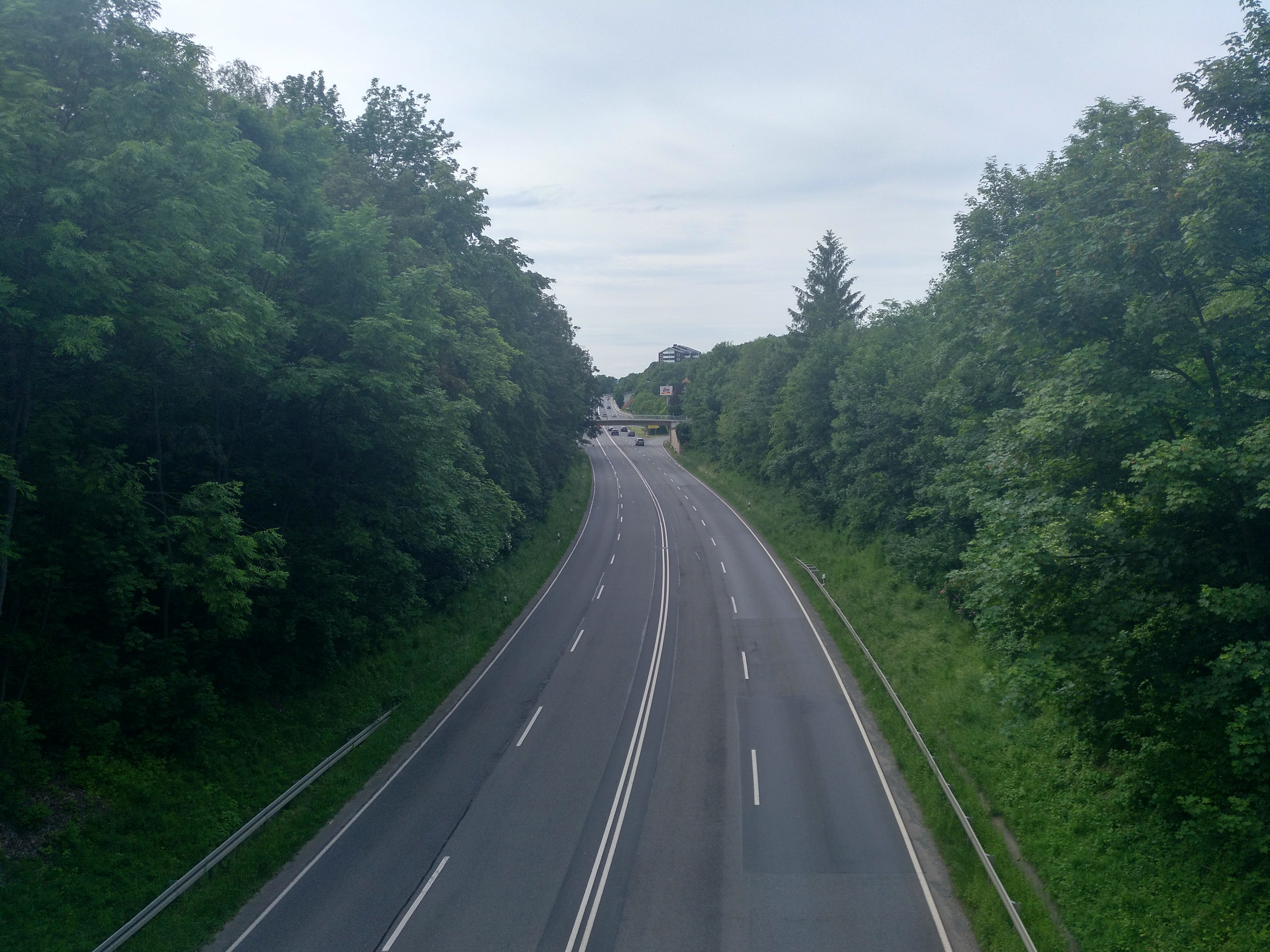
Bundesstraße 4, Juni 2019

Maßgebend für die verkehrliche Anbindung Bad Harzburgs ist die Bundesautobahn 369, die nach Norden an den überregionalen Fernverkehr (Bundesautobahn 36; Braunschweig – Bernburg (Saale)/Halle (Saale)) anbindet. Sie wurde am 1. Januar 2019 aus der Bundesstraße 6 nördlich des Bad Harzburger Dreiecks bis zum Autobahndreieck Nordharz zur Bundesautobahn 369 aufgestuft. Im Stadtgebiet befindet sich auch die Anschlussstelle Harlingerode (K 46), sodass für die Ortsteile Harlingerode und Bettingerode eine Abfahrt bereitgestellt ist. Die BAB 369 endet im Bad Harzburger Dreieck bei Westerode und geht hier in die autobahnähnlich ausgebaute Bundesstraße 4 über, die als Verlängerung der BAB 369 als „Stadtautobahn“ fungiert. Die B 4 bindet Bad Harzburg nach Süden an das Harzgebirge an und führt weiter über Torfhaus und Braunlage ins thüringische Nordhausen. Am 18. Dezember 1971 wurde die vierspurige Bundesstraße 4 zwischen Gut Radau und der Bad Harzburger Innenstadt eröffnet, die Kosten beliefen sich auf über 30 Millionen DM. 1972 wurde die Bundesautobahn 395 zwischen Bad Harzburg und Vienenburg fertiggestellt, zwischen 1982 und 1987 wurde die vierspurige Bundesstraße 6 zwischen dem Bad Harzburger Dreieck und Goslar errichtet. Vom Bad Harzburger Dreieck geht nach Westen die Bundesstraße 6 nach Goslar aus; diese war ursprünglich als Teil einer A 36 nach Westen konzipiert und wurde von daher zwischen 1982 und 1987 autobahnähnlich errichtet. Sie stellt im nordwestlichen Harzburger Stadtgebiet die Abfahrt Goslar-Oker an der L 518; diese Straße verbindet die beiden größten Goslarschen Stadtteile Oker und Vienenburg. Über die westlich von Goslar gelegene und teilweise im 2+1-System ausgelegte Bundesstraße 82 bindet die B 6 Bad Harzburg an die Bundesautobahn 7 (Kassel – Hannover) an, weiterhin führt die Bundesstraße 6 an sich Richtung Hildesheim.
Die L 501 (Bundesstraße 6 von 1939 bis 1987; Oker – Eckertal) quert über Göttingerode und Bündheim unter den Namen An der Rennbahn (Schlewecker Gemarkung), Dr.-Heinrich-Jasper-Straße (Bündheimer Gemarkung), Herzog-Julius-Straße/Ilsenburger Straße (Kernstadt) und Stapelburger Straße (Eckertal) das Bad Harzburger Stadtgebiet. Sie wurde im Juni 1939 als Reichsstraße 6 eröffnet und ersetzte den alten Verlauf über die K 70 durch die Ortschaften Harlingerode (Landstraße) und Schlewecke (Breite Straße).
An Kreisstraßen zu nennen sind die K 25 (Immenrode – Bundesstraße 6 – Harlingerode), K 30 (Schlewecke – Westerode – Bettingerode – Lochtum), K 42 (Westerode – Bad Harzburg), K 46 (Bettingerode – Bundesautobahn 369 – Harlingerode) und K 70 (Oker – Harlingerode – Schlewecke – Bündheim).
Die Stadt Bad Harzburg verfügt weiterhin über ein 220 Kilometer großes Netz an Gemeindestraßen.

## Infrastruktur

### Religion
Bad Harzburg ist Sitz der evangelisch-lutherischen Propstei Bad Harzburg, die zur Braunschweigischen Landeskirche angehört. Zu ihr gehört in Bad Harzburg die Gemeinde der Lutherkirche (siehe Kultur und Sehenswürdigkeiten). Evangelisch sind in Bad Harzburg ebenfalls die zum Diakonissenmutterhaus Bad Harzburg (vormals „Kinderheil“) gehörende Bugenhagenkapelle sowie die Hauskapelle im Seniorenheim Wichernhaus.
Die Ansiedelung von heimatvertriebenen Katholiken nach dem Zweiten Weltkrieg machte neben dem Bedarf der Kurgäste den Bau einer katholischen Kirche erforderlich. 1960–1961 wurde die Liebfrauenkirche errichtet, sie gehört heute zum pastoralen Raum Nordharz im Dekanat Goslar-Salzgitter. Eine weitere katholische Kirche war im Ortsteil Harlingerode geplant, wurde allerdings nicht realisiert. Ferner befindet sich in Bad Harzburg eine zum Kirchenbezirk Wolfenbüttel gehörende Neuapostolische Kirche sowie ein Königreichssaal der Zeugen Jehovas. Das Krankenhaus Fritz-König-Stift verfügt über eine Hauskapelle, Gottesdienst findet auch in der Herzog-Julius-Klinik statt.
Weitere evangelisch-lutherische Kirchen gibt es in den Stadtteilen
- Bettingerode: Dorfkirche
- Bündheim: St.-Andreas-Kirche
- Harlingerode: St. Marien
- Schlewecke: Dorfkirche
- Westerode: St.-Nicolai-Kirche

In Bündheim befindet sich noch die katholische Kirche St. Gregor VII., weiterhin bildet Göttingerode mit Schlewecke einen Verband und verfügt über ein eigenes Gemeindehaus.
Bis Mitte der 1930er Jahre gab es in Bad Harzburg auch eine Synagoge für die kleine jüdische Gemeinde und die zahlreichen Kurgäste, und zwar im Garten des Hotels Parkhaus.

### Schulen und Kindergärten in Bad Harzburg

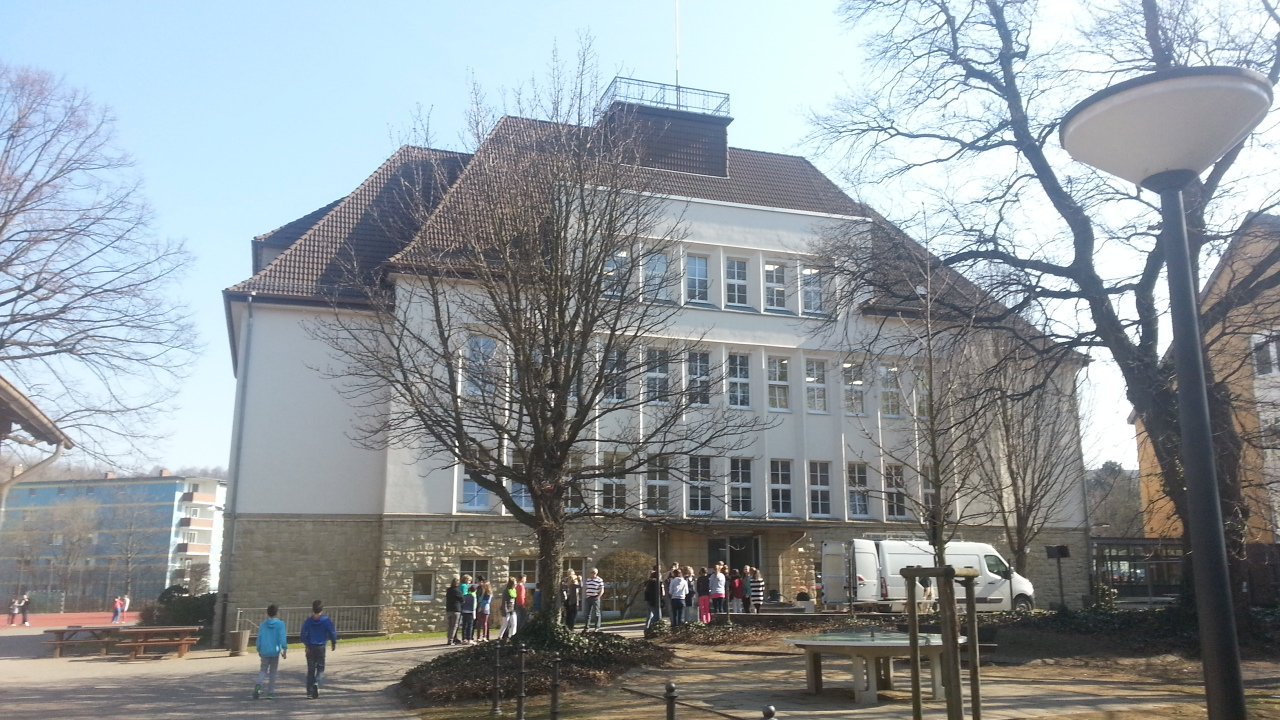
Werner-von-Siemens-Gymnasium

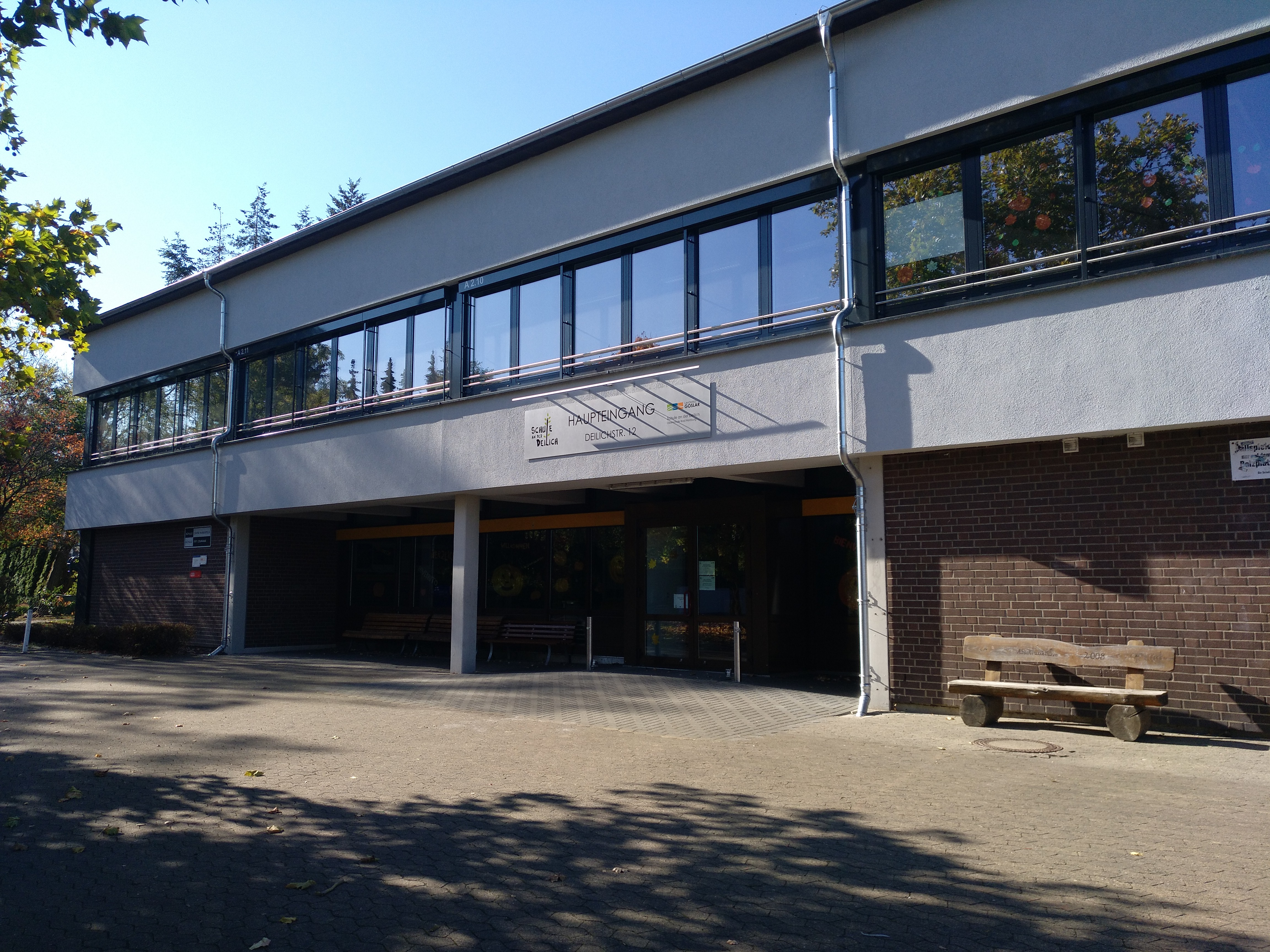
Oberschule Bad Harzburg

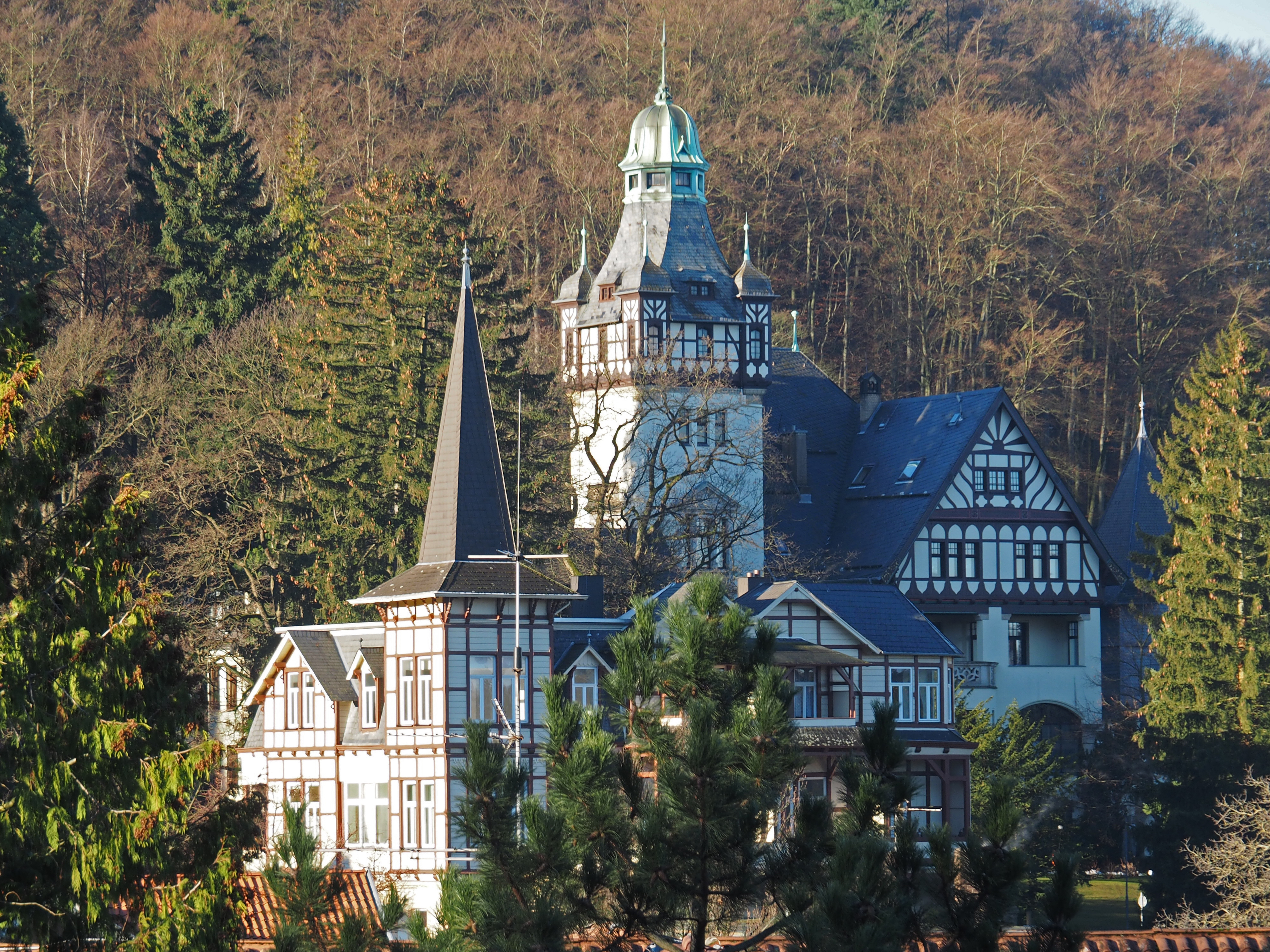
Niedersächsisches Internatsgymnasium (NIG)

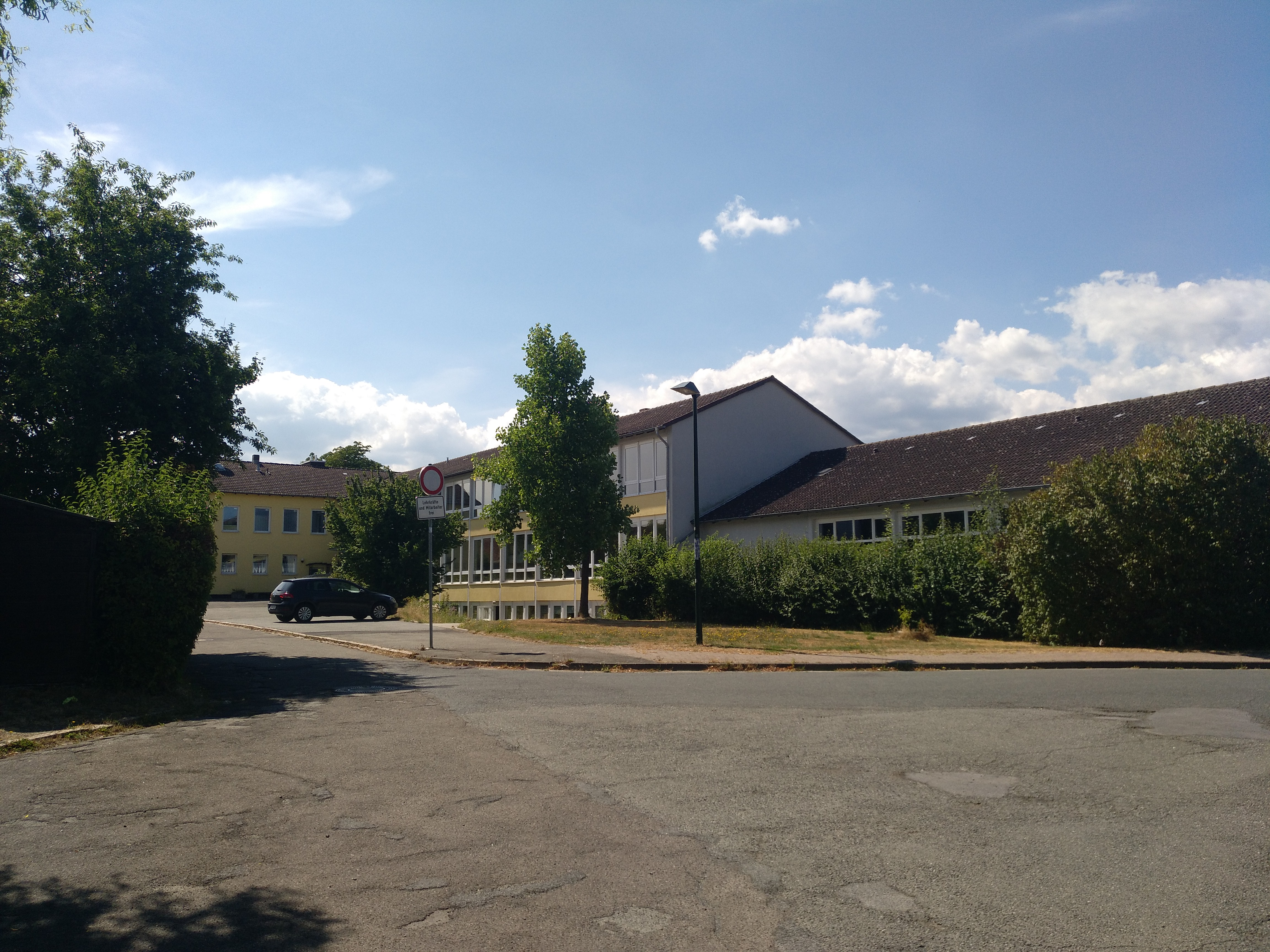
Grundschule Harlingerode

Als ausgewiesenes Mittelzentrum verfügt Bad Harzburg über eine reichhaltige Bandbreite an Bildungseinrichtungen, deren Einfluss auch in Richtung Goslar und Vienenburg ausstrahlt:
Kindergärten und Kindertagesstätten
Als eine der ersten Städte konnte Bad Harzburg eine flächendeckende Versorgung mit Kindergärten realisieren.
- Kindergarten Bahnhofstraße 6b – Schlewecke
- Kindergarten Göttingerode
- Kindergarten Bündheim
- Kindertagesstätte Burgstraße (Bad Harzburg)
- Kindertagesstätte Harlingerode
- Kindertagesstätte Schlewecke
- Kindertagesstätte Westerode
- Kindertagesstätte Hasenwinkel (Bündheim, 2021 eröffnet)

Grundschulen
Die Stadt verfügt über insgesamt vier Schulbezirke mit drei Grundschulen zzgl. einer Außenstelle:
- Grundschule Bündheim – Bündheim, Schlewecke
- Grundschule Gerhart-Hauptmann-Schule – Innenstadt, Eckertal
  - Außenstelle Westerode – Westerode, Bettingerode
- Grundschule Harlingerode – Harlingerode, Göttingerode

Weiterführende Schulen
- Berufsbildende Schule Bad Harzburg
- Burgberg-Gymnasium
- Hotelfachschule Harz
- Niedersächsisches Internatsgymnasium Bad Harzburg
- Oberschule Bad Harzburg
- Werner-von-Siemens-Gymnasium

### Sport- und Freizeiteinrichtungen
Für sportliche Aktivitäten stehen im Kurgebiet ein 18-Loch-Golfplatz und die Swingolfanlage, als Bademöglichkeiten die Bad Harzburger Sole-Therme (32 °C warme Sole) und das Hallenbad Silberbornbad zur Verfügung. Des Weiteren gibt es den Skyrope-Hochseilpark und Sportpark an der Rennbahn (Pferdesport, Fußball, Hockey, Beachvolleyball und -tennis, Fitness-Parcours, Joggingstrecken, Bogenschieß-Parcours, Inlineskating), eine Rodelbahn, Nordic-Walking- und Wanderstrecken sowie speziell im Winter die Freiluft-Eisbahn. In der Stadtumgebung bieten sich durch den Harz viele Wanderstrecken, die durch das System der Harzer Wandernadel erschlossen sind. Der rund 13 km lange Teufelsstieg führt als Wanderweg zum Brocken. Durch den Ort führt der Europaradweg R1.

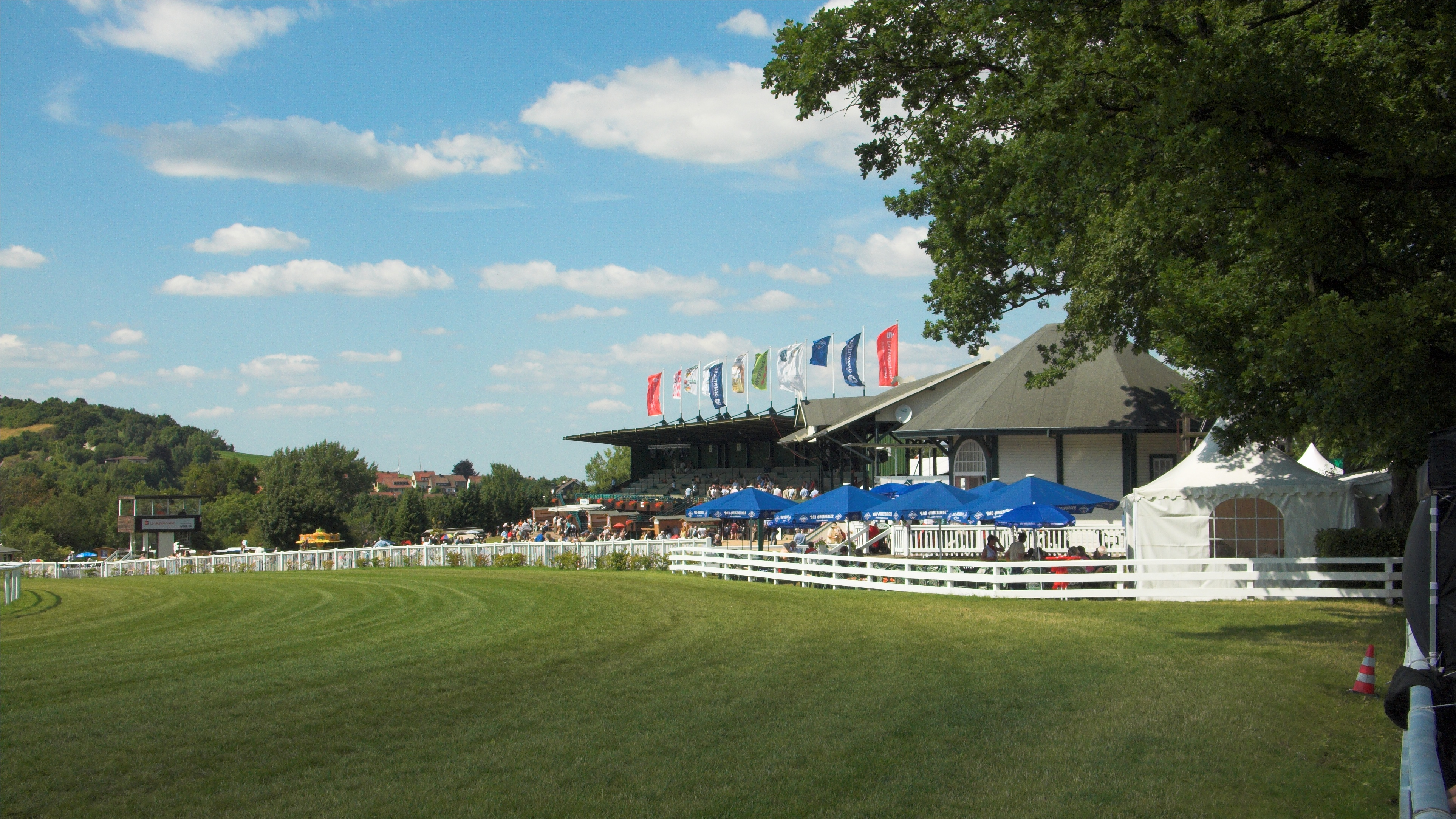
Galopprennbahn in Bündheim

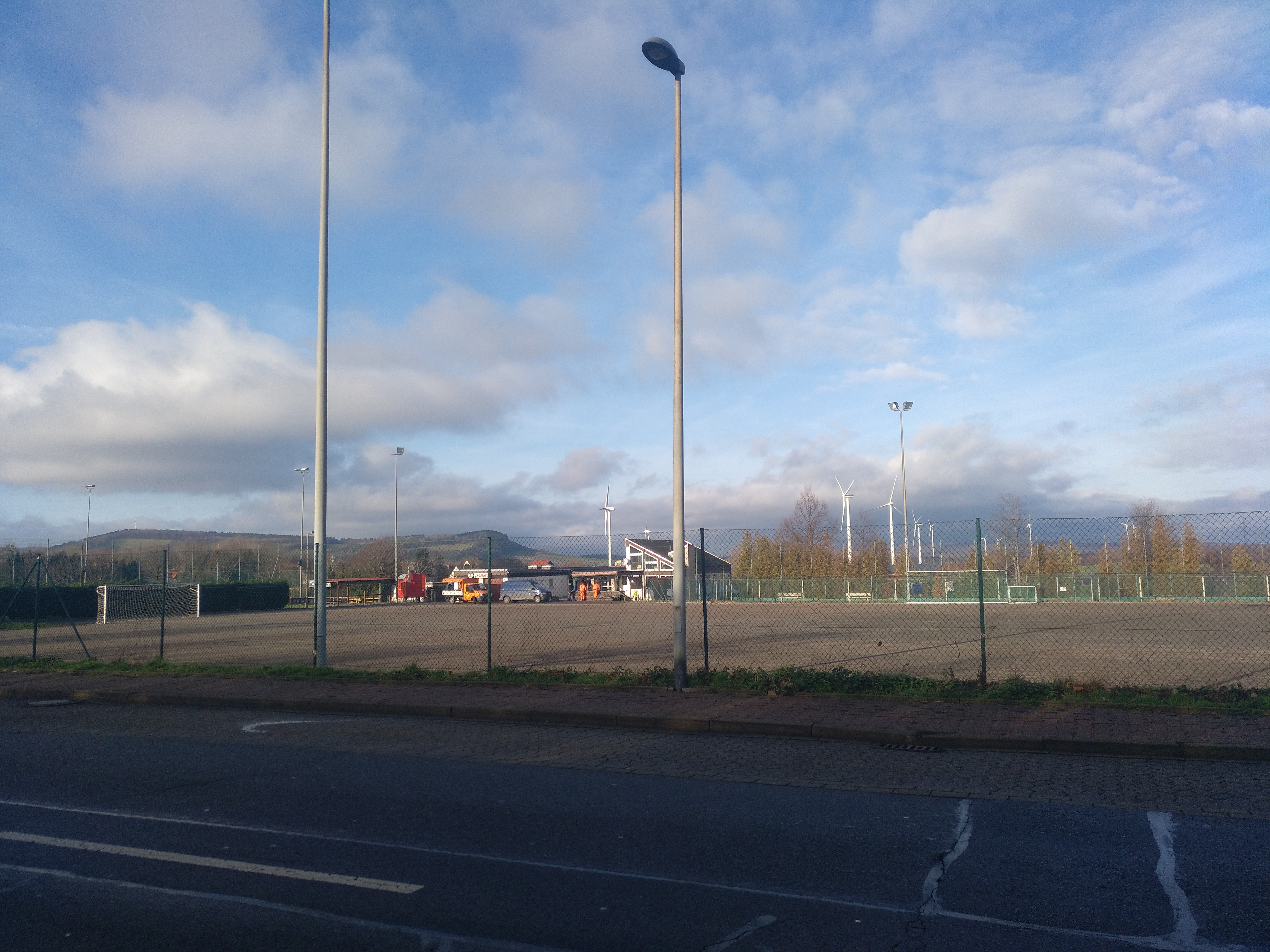
Sportheim in Harlingerode

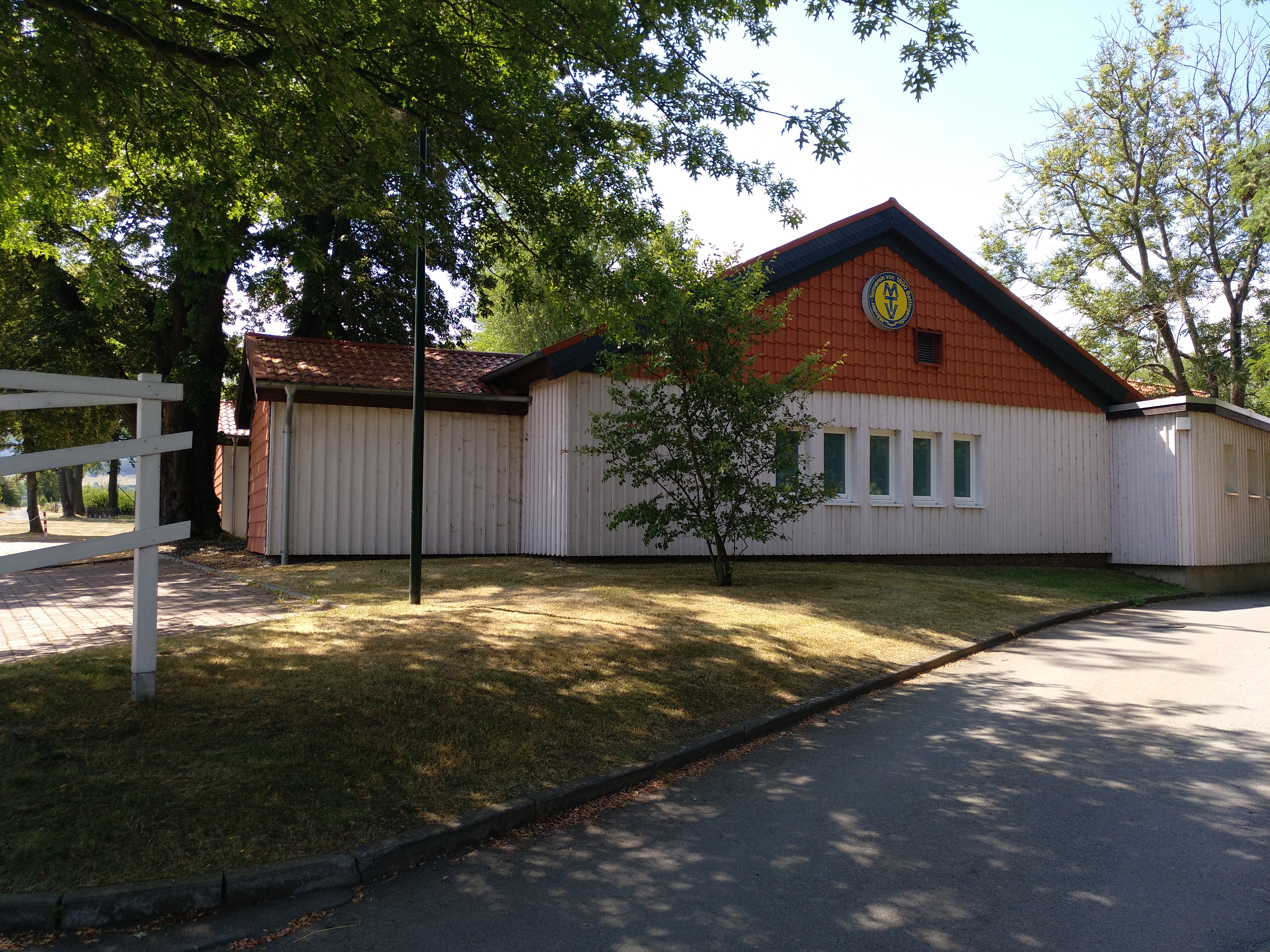
Turnhalle des MTV Bettingerode

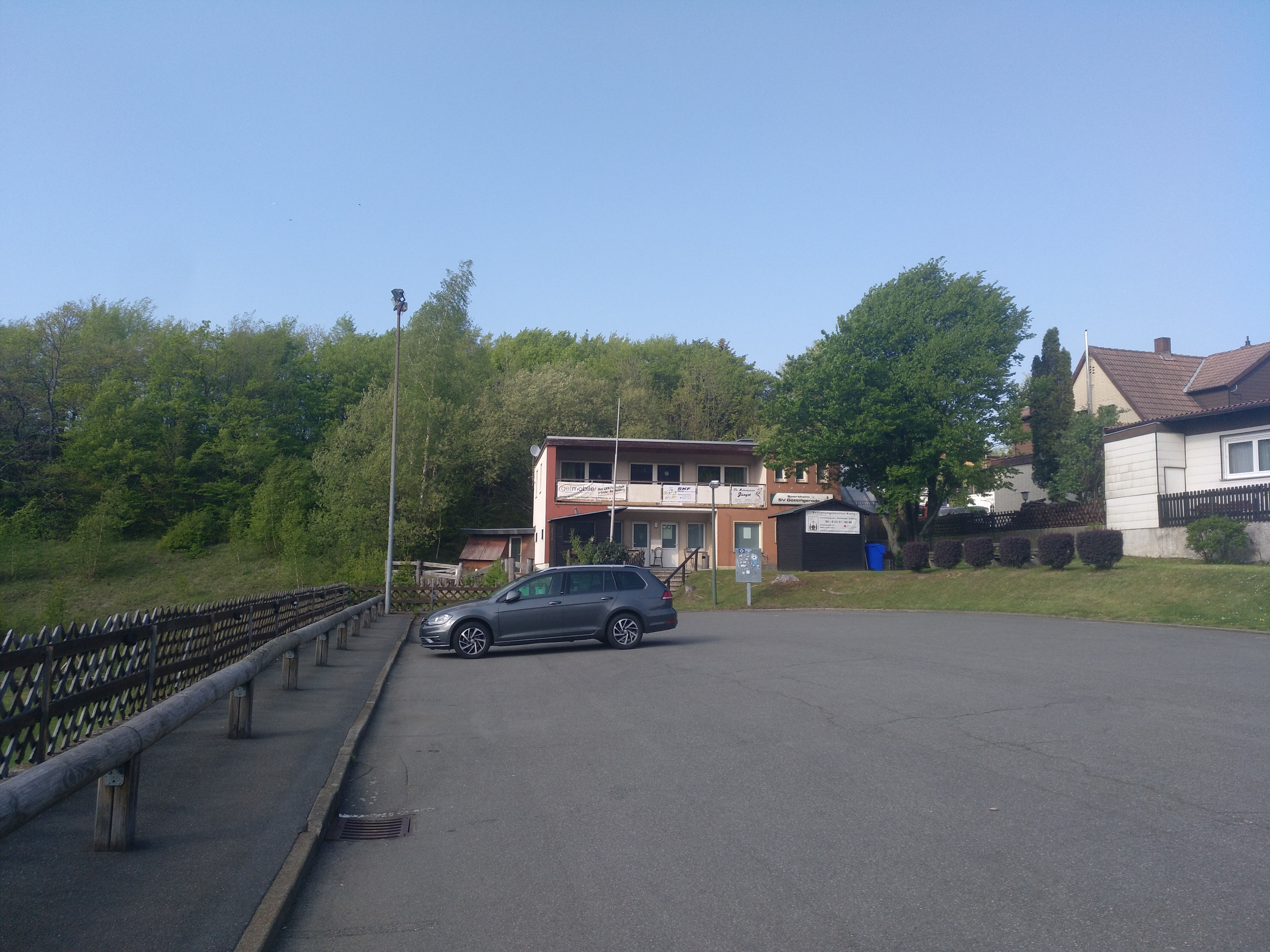
Vereinsheim in Göttingerode

Aktive Vereine in Bad Harzburg sind:
- Big Wrestling Action – BWA Harz e. V.
- Billard-Snooker-Club Harlingerode e. V.
- Bob- und Rennrodelclub
- Bogensportverein BSV Toxophilus Bad Harzburg e. V.
- Bridge Club Bad Harzburg e. V.
- Casino Tanzclub Rot-Gold e. V.
- Gesellschaft für Jagdreiterei – Reiterverein Westerode e. V.
- Golf-Club Harz
- Handballspielgemeinschaft HSG Bad Harzburg
- Harzburger Rennverein e. V. von 1880
- Harzburger Tanz-Sport-Club
- Harzklub e. V.
- Hockeyclub HC Bad Harzburg e. V.
- Leichtathletik-Verein von 2007 e. V. - LAV 07 Bad Harzburg e. V.
- MTK Männer-Turn-Klub Bad Harzburg 1886 e. V.
- MTV Männer-Turnverein von 1890 Bettingerode e. V.
- Nordharzer Radsportgemeinschaft Bad Harzburg e. V.
- Radfahrverein Germania Harlingerode
- SC 1918 Harlingerode e. V.
- Schachklub Bad Harzburg von 1927 e. V.
- Schützengesellschaft Bad Harzburg von 1662 e. V.
- Schützengesellschaft Bündheim von 1900 e. V.
- Schützengesellschaft Göttingerode v. 1952 e. V.
- Schützengesellschaft Harlingerode
- Schützengesellschaft SG Schlewecke v. 1954 e. V.
- Sportpark an der Rennbahn
- Sportverein SV Göttingerode von 1948 e. V.
- Tauchclub Bad Harzburg
- Tennisclub Rot Gelb Bad Harzburg e. V.
- Tischtennisverein TTV Göttingerode
- TSG Bad Harzburg
- TSV Westerode
- TTC Rot Weiß Harlingerode
- Turniergemeinschaft St. Georg Bad Harzburg
- Verein für Vielseitigkeitsreiten Bad Harzburg e. V.
- WSV Wintersportverein Bad Harzburg e. V. von 1896

## Kultur und Sehenswürdigkeiten

### Kultur
Seit 1981 gibt es den Jugendtreff am Schloss Bündheim. In diesem von der Stadt betriebenem Jugendzentrum finden unter Mitwirkung des Fördervereins regelmäßig Veranstaltungen für Kinder und Jugendliche statt.
Seit 1989 verleiht die Stadt den Bad Harzburger Jugendliteraturpreis an Autoren herausragender Werke der Jugendliteratur.
Der Deutsche Staatsbürgerpreis wird seit 1995 von der Stiftung „Staatsbürgerliche Stiftung Bad Harzburg e. V.“ an besonders verdiente Persönlichkeiten der Gesellschaft verliehen.
Seit 2021 hat die IVQS - STIFTUNG gegen Altersarmut bei Schauspielern in Bad Harzburg ihren Sitz.

### Bauwerke
Wichtige Bauwerke sind die Ruine der Harzburg mit der Burgbergseilbahn, der Canossasäule und dem Kreuz des deutschen Ostens, das Bündheimer Schloss sowie einige historische Fachwerkbauten wie die Wandelhalle, aber auch der Jungbrunnen in der Stadtmitte oder die Lutherkirche mit der Sauer-Orgel. Sehenswert ist auch der künstlich angelegte Radauwasserfall, der von der Radau gespeist wird.

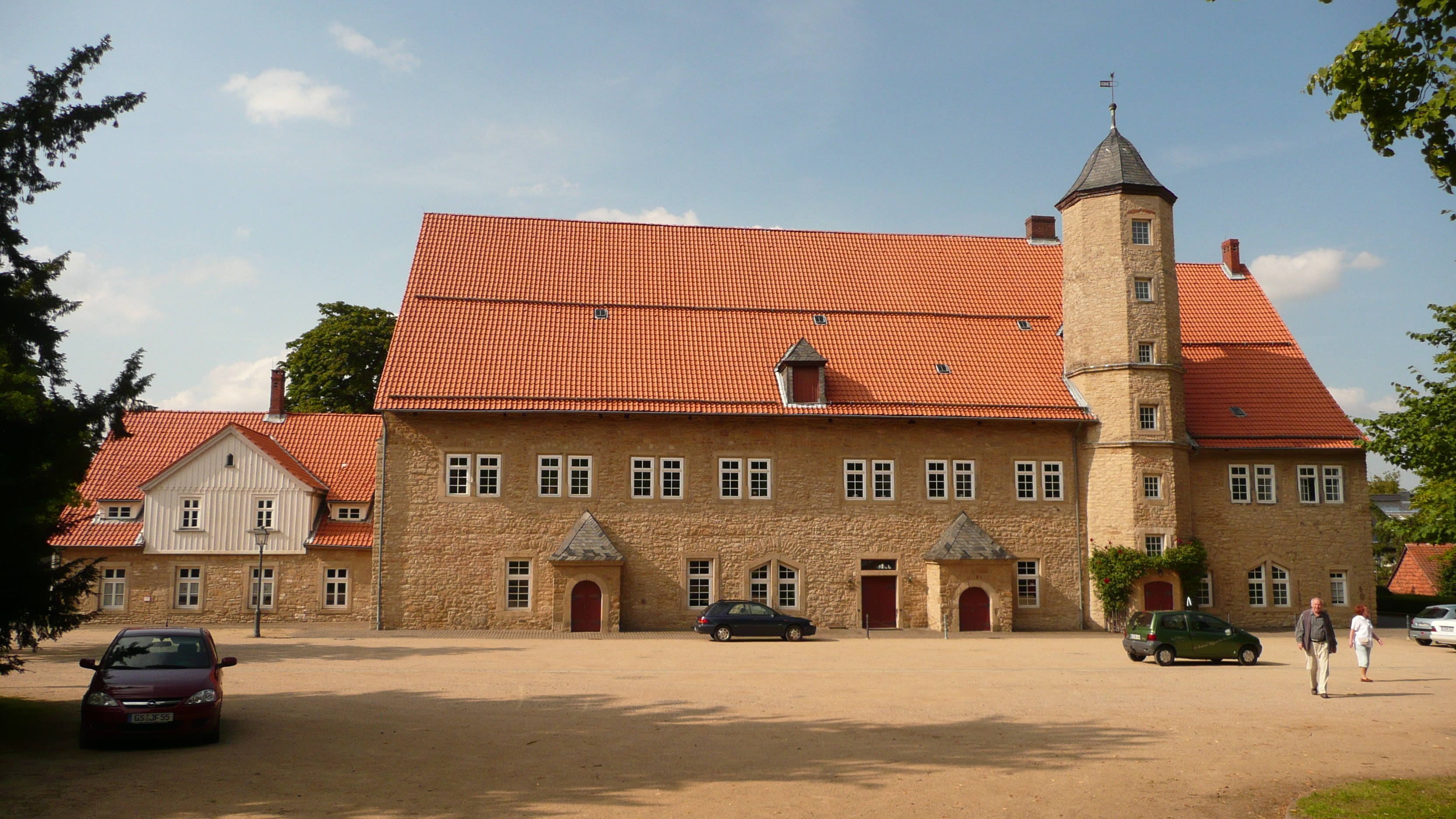
Schloss Bündheim
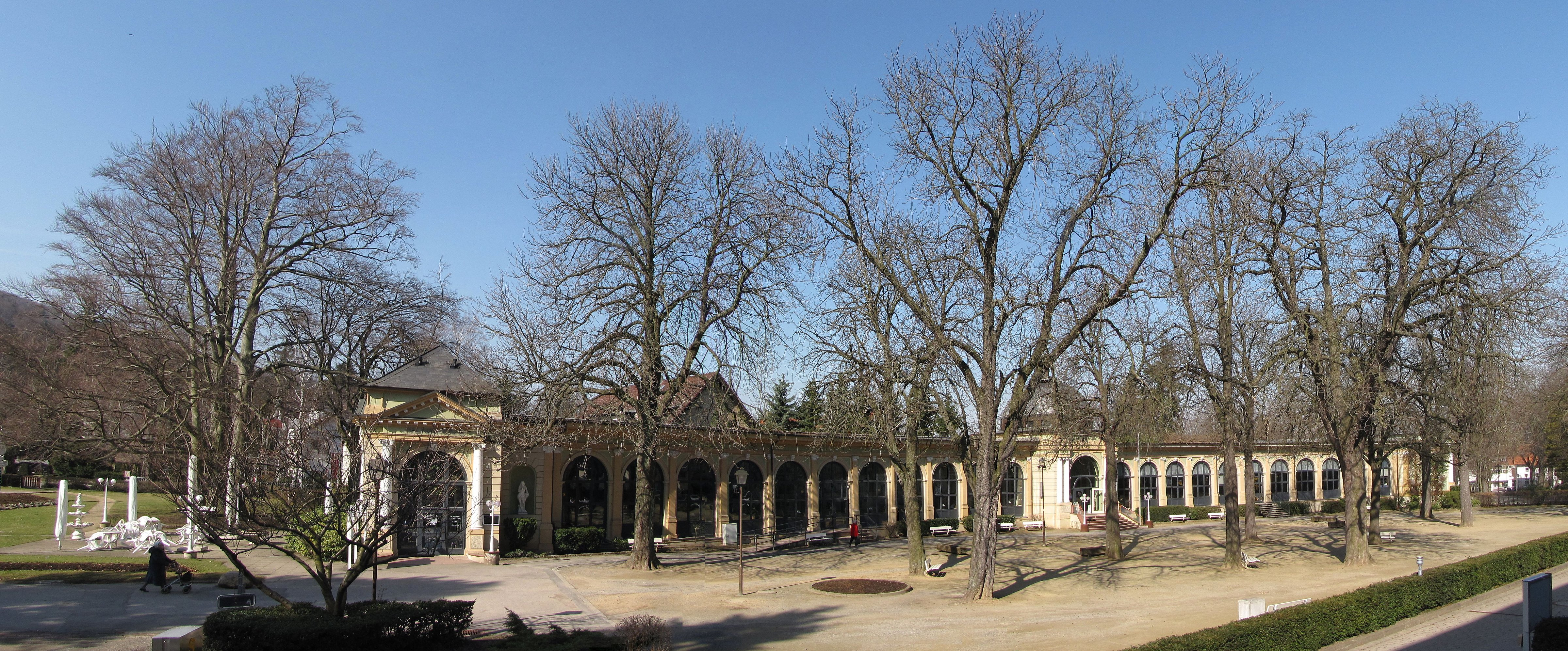
Trink- und Wandelhalle
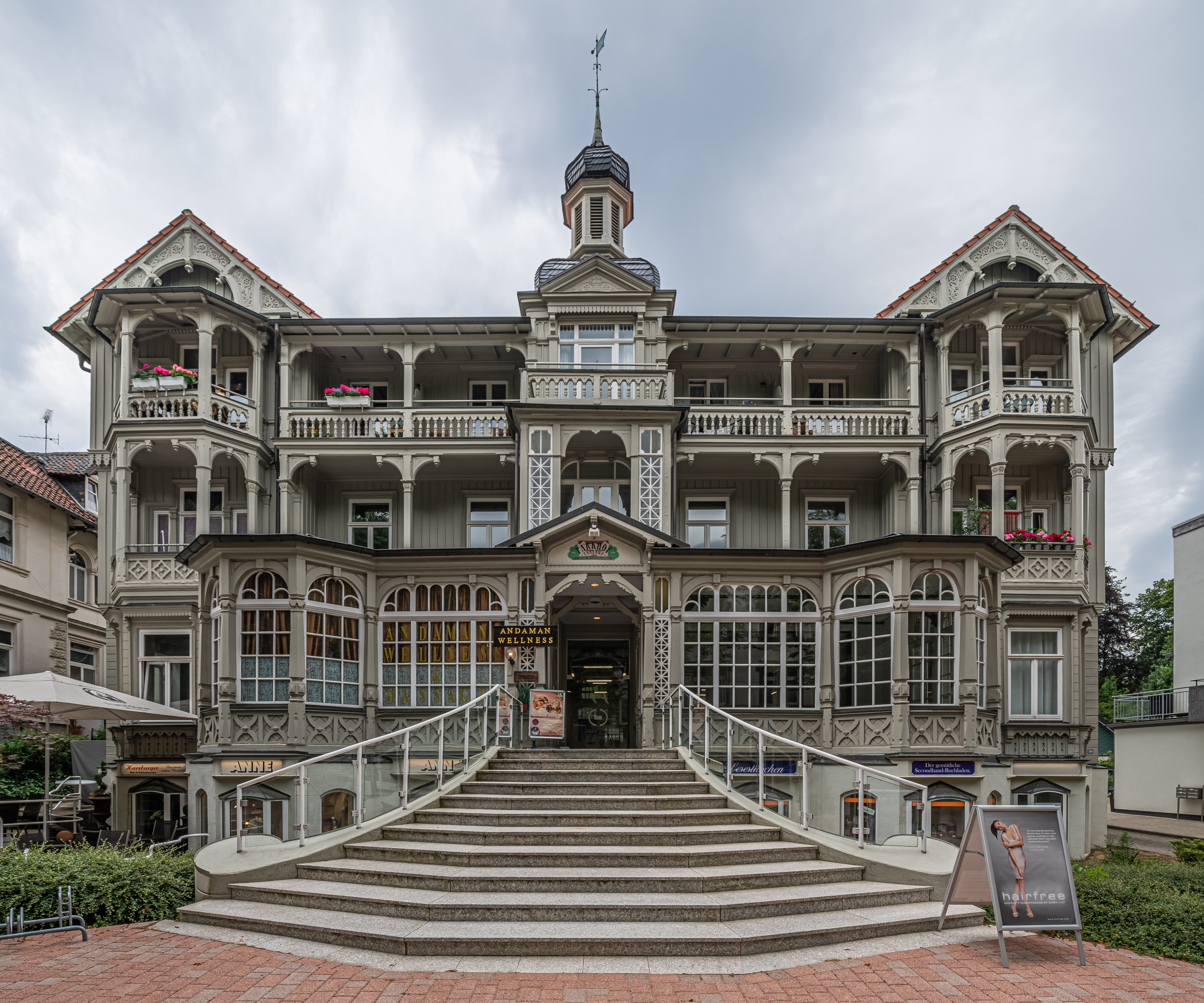
Ehemaliges Hotel Parkhaus
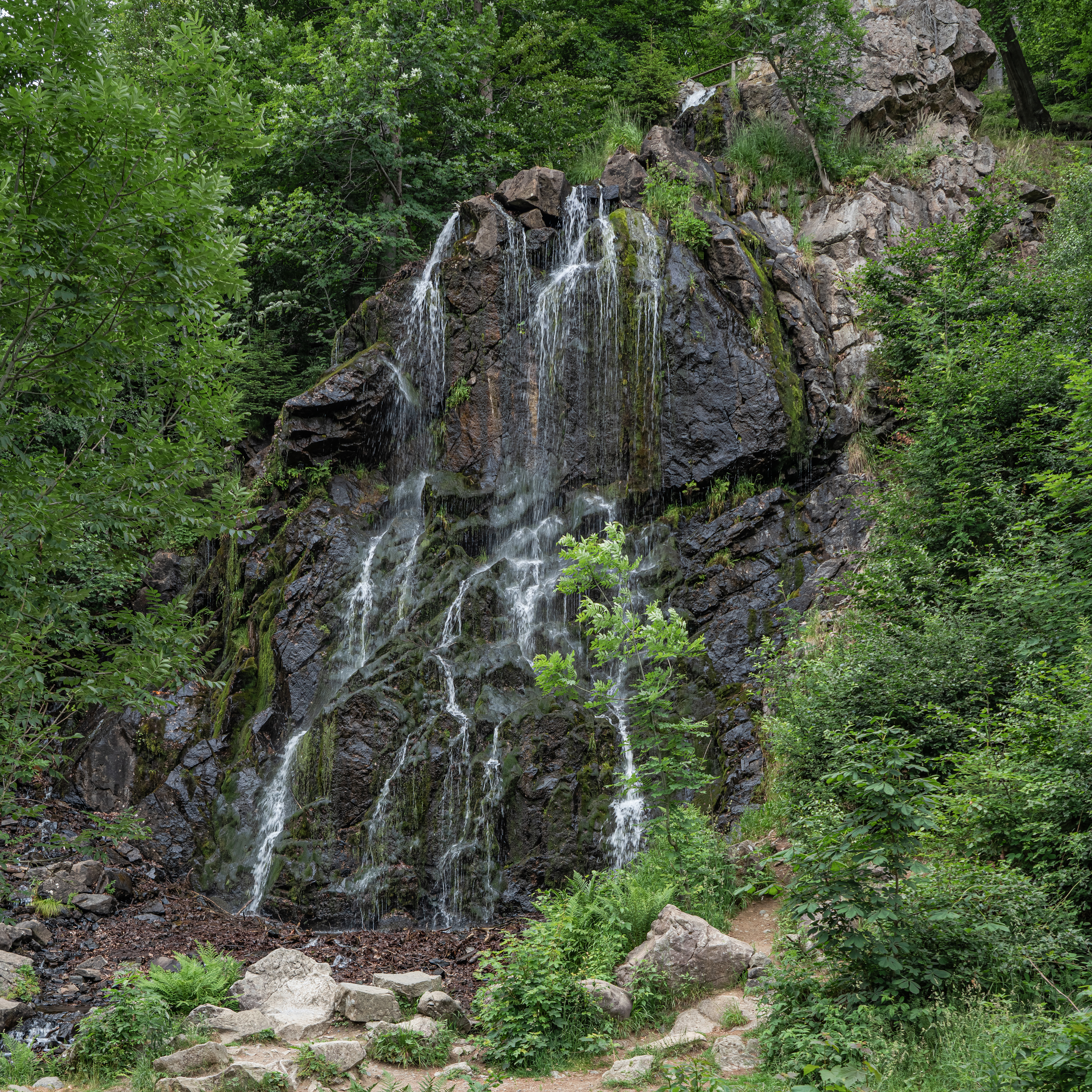
Künstlicher Radau-Wasserfall

### Grünflächen und Naherholung
Die Stadt verfügt über mehrere Parkanlagen, den Badepark, den Kurpark, den Schlosspark sowie den Stadtpark (ehemals Casinopark).
Das 1970 errichtete Silberbornbad befindet sich im Ortsteil Bündheim und wurde nach einem Nebenbach der Gläsecke benannt. Es ist von Mai bis Oktober als Frei- und Hallenbad geöffnet.
Der am 8. Mai 2015 eröffnete Baumwipfelpfad Bad Harzburg ist mit rund 1000 m Länge in über 20 m Höhe dank einer 300 m langen, spiralförmigen Rampe im Einstiegsturm auch für Rollstuhlfahrer und Kinderwagen geeignet. Die Anlage liegt im Kurpark von Bad Harzburg und führt über das Kalte Tal und einen Teich hinweg.

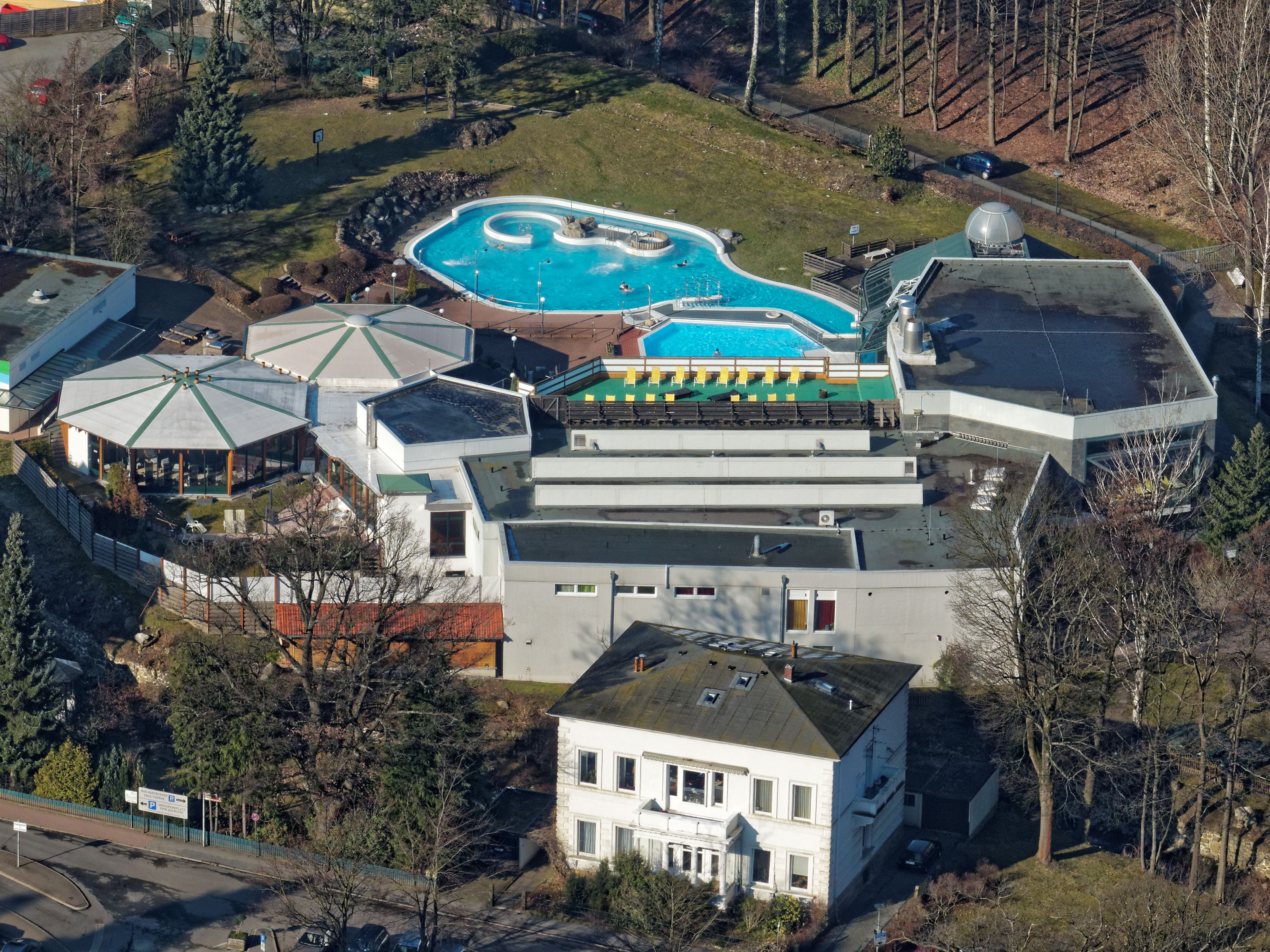
Die Sole-Therme hinter dem Kurpark Bad Harzburg
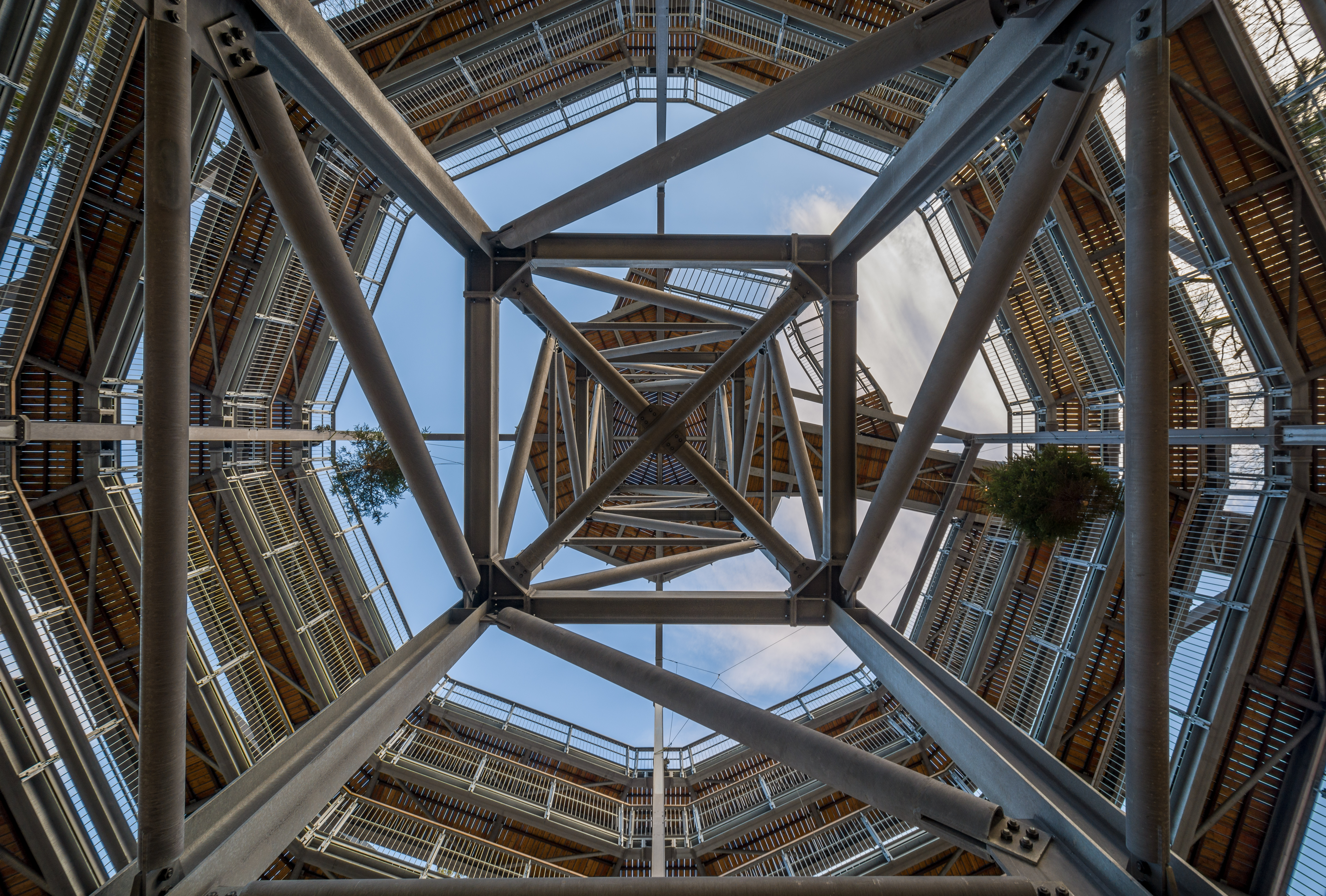
Der kreisförmige Zugang zum Baumwipfelpfad Bad Harzburg
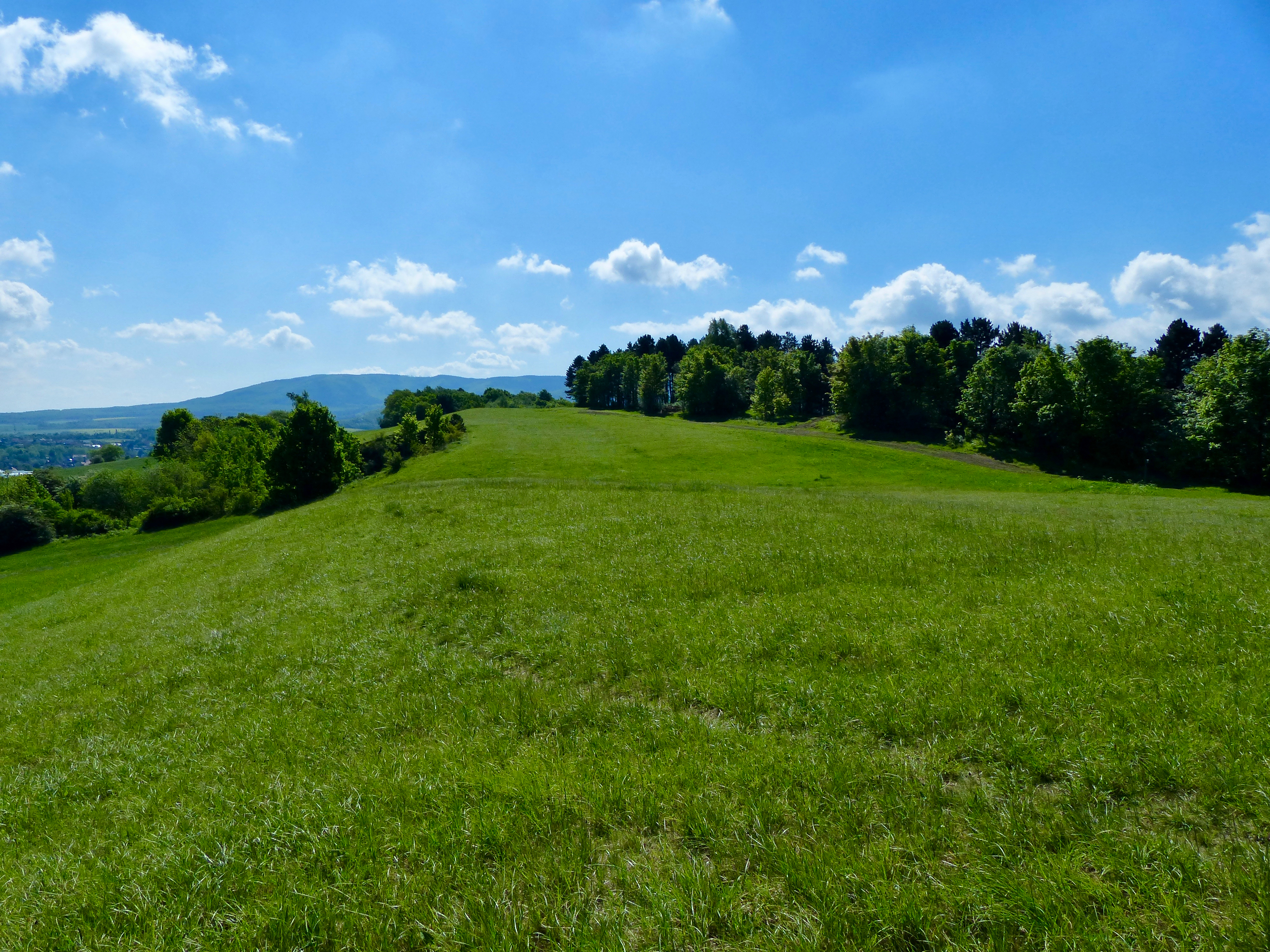
Naturschutzgebiet Östlicher Langenberg
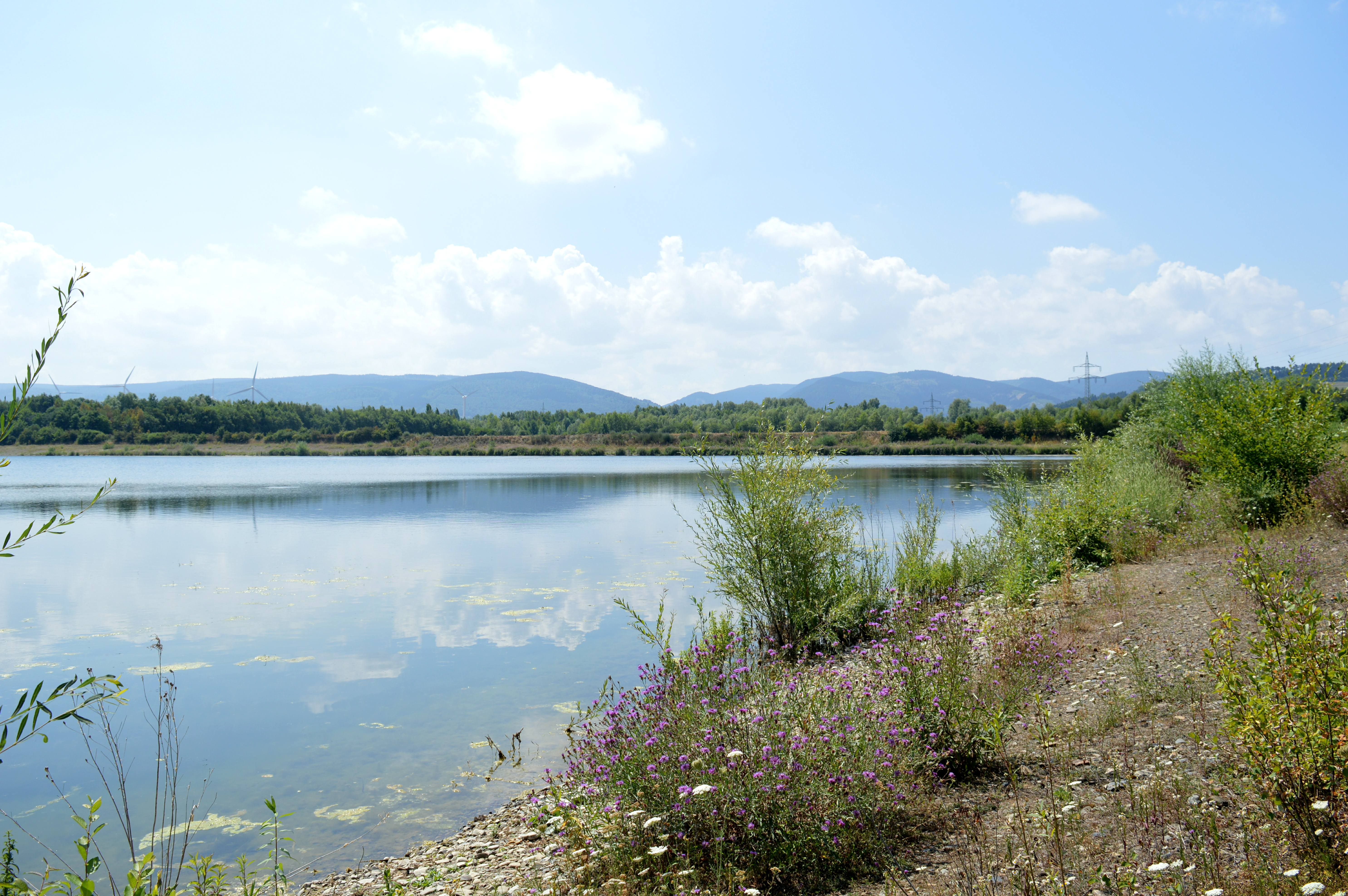
Naturschutzgebiet Okertal südlich Vienenburg

### Denkmäler
Bekannte Denkmäler in Bad Harzburg sind u. a. die Canossasäule auf dem Großen Burgberg, der Jungbrunnen im Stadtzentrum, das Löwendenkmal vor dem Bahnhof Bad Harzburg sowie das Denkmal zur Maueröffnung in Eckertal.

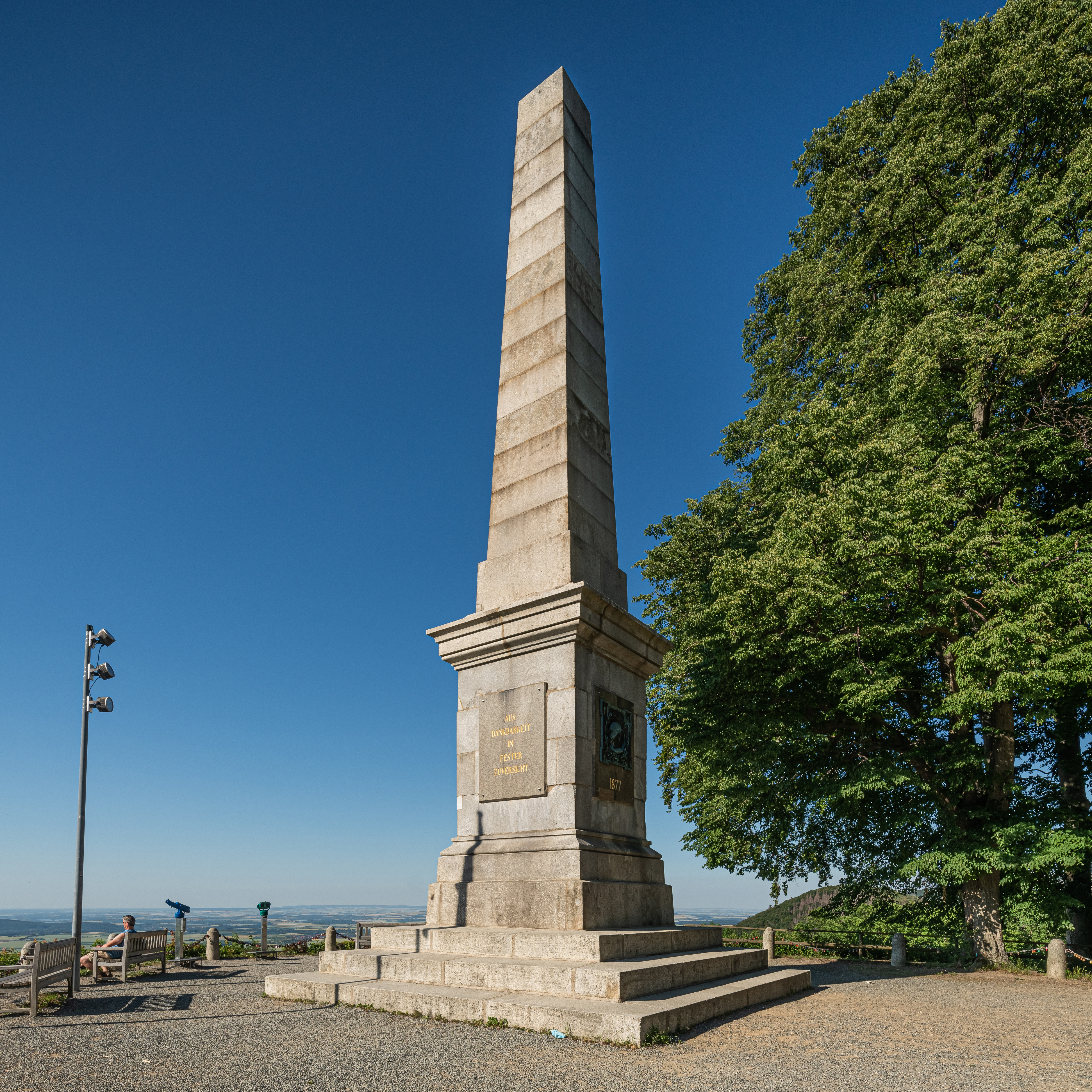
Canossasäule auf dem Burgberg
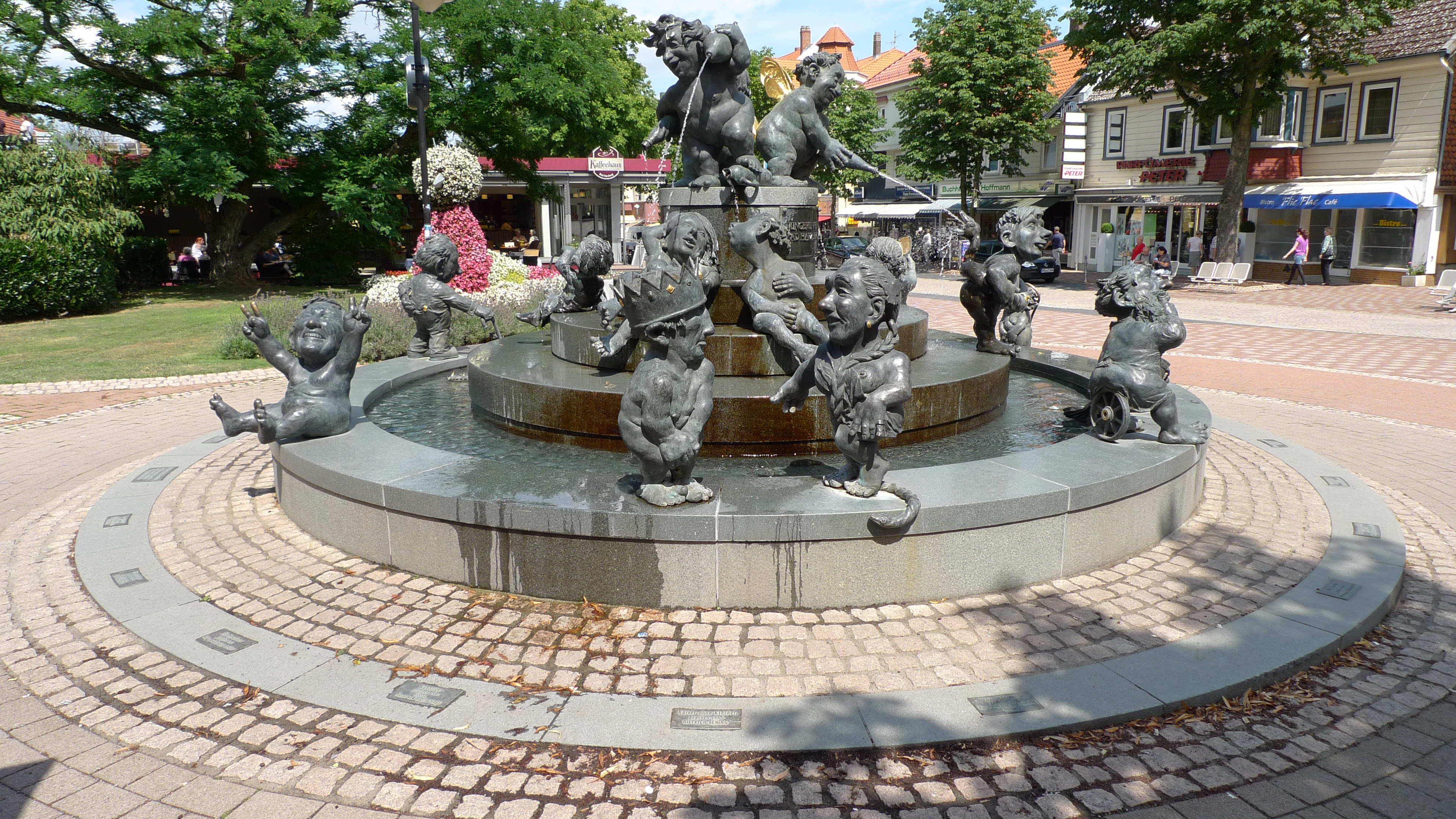
Jungbrunnen im Stadtzentrum
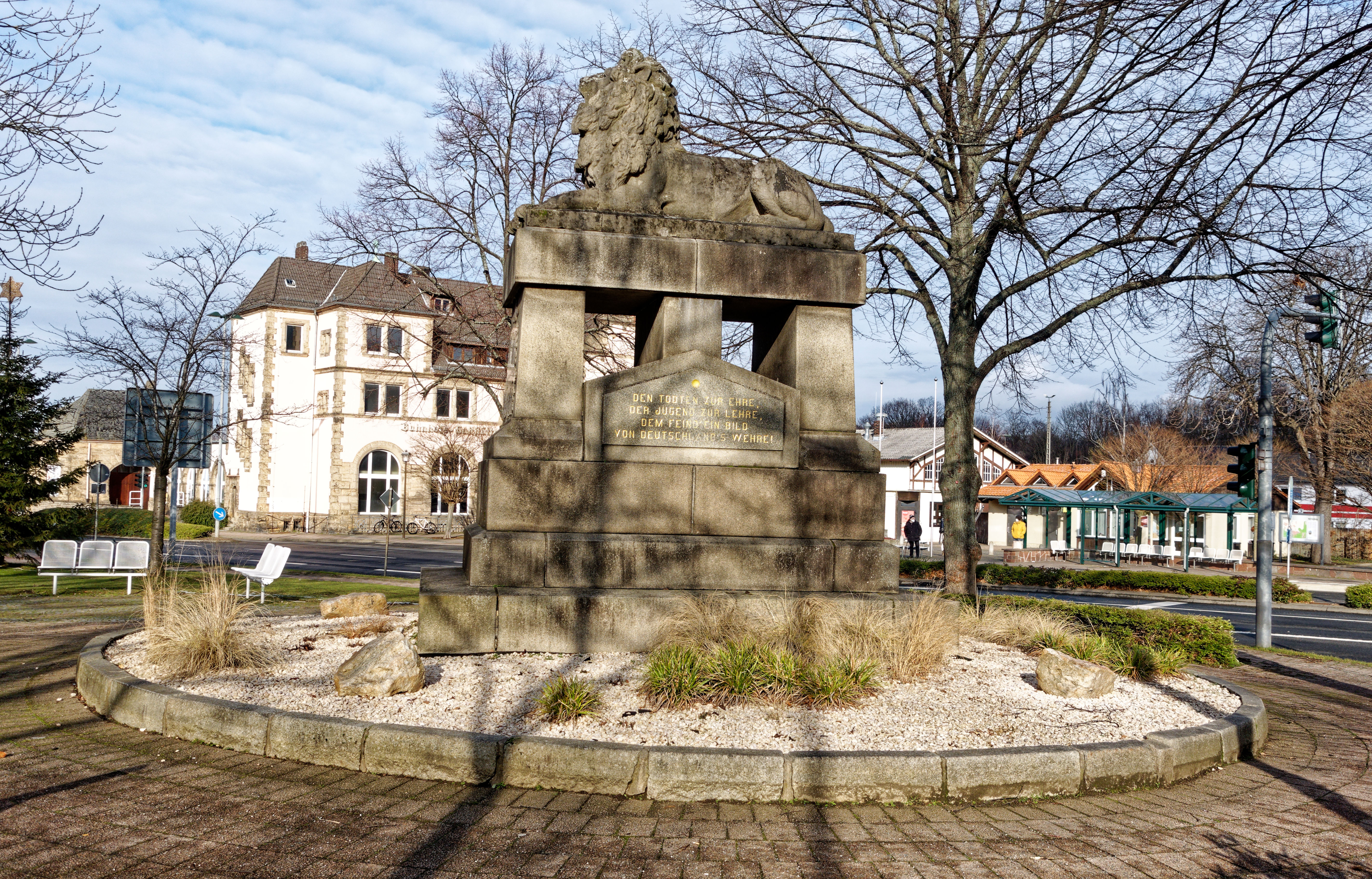
Löwendenkmal vor dem Bahnhof
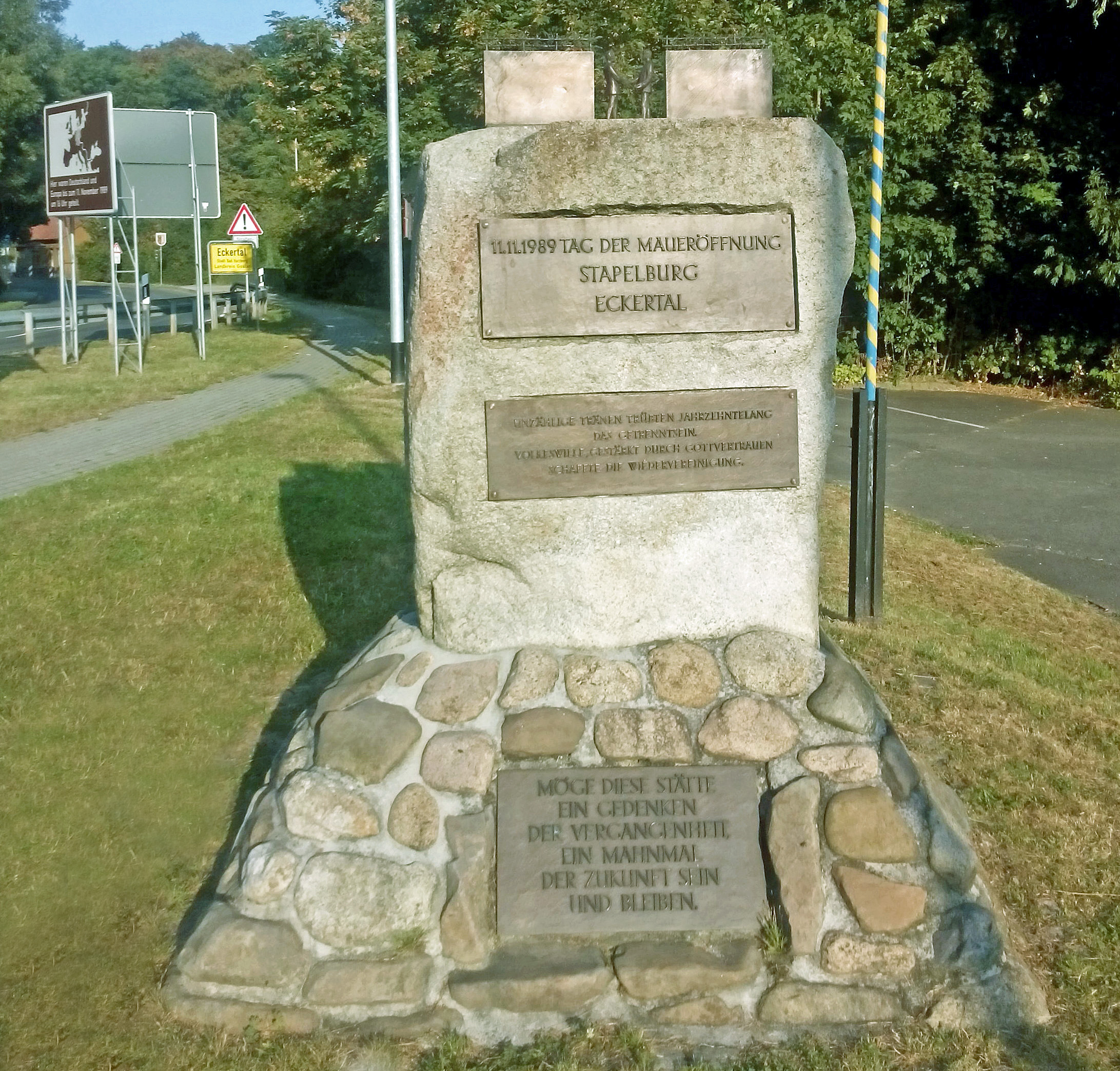
Denkmal zur Maueröffnung in Eckertal

### Museen und Ausstellungen
- Seit 1994 gibt es neben dem Rathaus Bad Harzburg eine Ausstellung von erhaltenswerten Gegenständen aus der Geschichte Bad Harzburgs. Im Jahre 2001 wurde das „Burgbergzimmer“ mit Funden der Ausgrabungen in der alten Harzburg, unter fachkundiger Begleitung des Landesmuseums Braunschweig, eingerichtet. Das „Schreiberhauer Zimmer“ birgt zudem Exponate aus Schreiberhau im Riesengebirge, der Patenstadt Bad Harzburgs. Seitdem hat das Haus die Bezeichnung Museum in der Remise erhalten.[76]
- Im Kurpark von Bad Harzburg neben der Talstation der Burgbergseilbahn gibt es im Haus der Natur mit dem Luchs-Info Harz eine 400 m² große Walderlebnisausstellung.[77]
- Seit einigen Jahren gibt es in Bad Harzburg das Gründerzeitmuseum in der Villa Charlotte.[78]
- 2022 wurde im „Dreikaiserhaus“ das Napoleon-Museum Bad Harzburg eröffnet.

### Regelmäßige Veranstaltungen
- Ende April: Mountainbike-Marathon Bad Harzburg (seit 2009), Kinderwalpurgis
- Mai: Kastanienblütenfest, Maisingen am Molkenhaus
- Pfingsten: Bad Harzburger Bergmarathon
- Juni: Harzer Trike-Treffen, Harzburger Musiktage (seit 1970)
- Juli: Bad Harzburger Galopprennwoche (seit 1880)
- August: Yellow Jockey Open Air,  Salz- und Lichterfest, Internationales Vielseitigkeitsreitturnier
- September: Ökomarkt, Shetland-Pony-Festival, Dressur- und Springturnier
- Letzter Sonntag im September: Kastanienfest[79]
- Dezember: Wintertreff am Port-Louis-Platz (Ende November bis Dreikönig), Frei-Eisbahn, Milchkannenturnier (seit 1981); Wipfelweihnacht am Baumwipfelpfad (3. Adventswochenende)

### Naturschutz

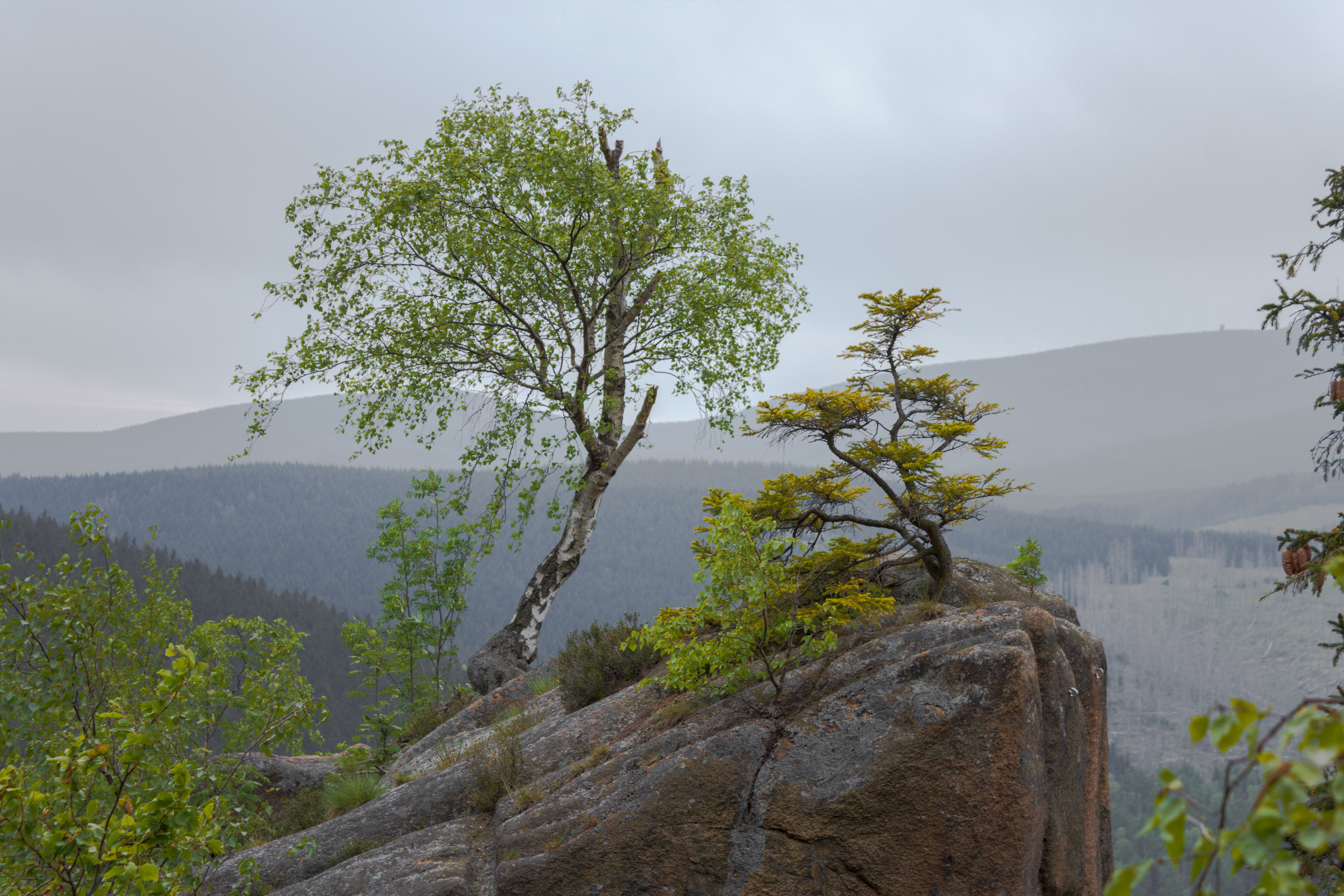
Die Rabenklippe im Nationalpark Harz

Das südöstliche Stadtgebiet ist Teil des seit 2006 in dieser Form bestehenden Nationalparks Harz und steht unter besonderem Schutz. Über Wanderwege ist der Nationalpark erschlossen und bietet verschiedene Sehenswürdigkeiten für den geneigten Wanderer.
Das Naturschutzgebiet Butterberggelände befindet sich zwischen der Innenstadt und Westerode und umfasst den Kammbereich des Butterberges, einem Kalkbergzug im Stadtgebiet.
Das Naturschutzgebiet Östlicher Langenberg wurde 1987 infolge des Kalkabbaus am Langenberg zwischen Göttingerode und Harlingerode eingerichtet und umfasst den nicht durch intensiven Tagebau (Kalksteinbruch Langenberg) denaturierten Bergkamm. Durch ein im späten 20. Jahrhundert durchgeführtes Begrünungsprogramm wurde die vorher baumlose Landschaft entscheidend aufgewertet.
Am nordwestlichen Randgebiet befindet sich das Naturschutzgebiet Okertal südlich Vienenburg. Diese umfasst die durch Schotterflächen (Steinfeld) charakteristische Okeraue mitsamt Kiesteichen.